# Sinterklaasfeest
Het sinterklaasfeest is een jaarlijks volksfeest rond de folkloristische figuren van Sinterklaas en Zwarte Piet dat op 5 december in Nederland en op 6 december (Sint-Nicolaasdag) in België wordt gevierd. De sinterklaastijd vangt half november aan met de intocht van Sinterklaas op de eerste zaterdag na 11 november Sint-Maarten, gevolgd door een periode van de schoen zetten tot aan het feest zelf.
Het volksfeest als zodanig heeft een zeer oude oorsprong die voor zover bekend teruggaat tot de middeleeuwen, vanuit de in veel Europese landen gevierde Sint-Nicolaasdag. Sint-Nicolaas is een heilige figuur uit de christelijke religie.
Een zwarte knecht als vast onderdeel van de viering is voor het eerst uitgebeeld in het prentenboekje Sint Nikolaas en zijn knecht uit 1850 van Jan Schenkman, daar als zwarte page. De figuur is als Sint Piter (verbastering van Petrus) van oudere oorsprong.
Het sinterklaasfeest wordt op brede schaal gevierd, maar dat was niet altijd zo. Sinterklaas was lange tijd niet welkom in reformatorische milieus vanwege de katholieke oorsprong van het feest.

## Geschiedenis

Vuurwerk op het Binnenhof bij het Sinterklaasfeest, 1782, Leiden University Libraries

### Intocht

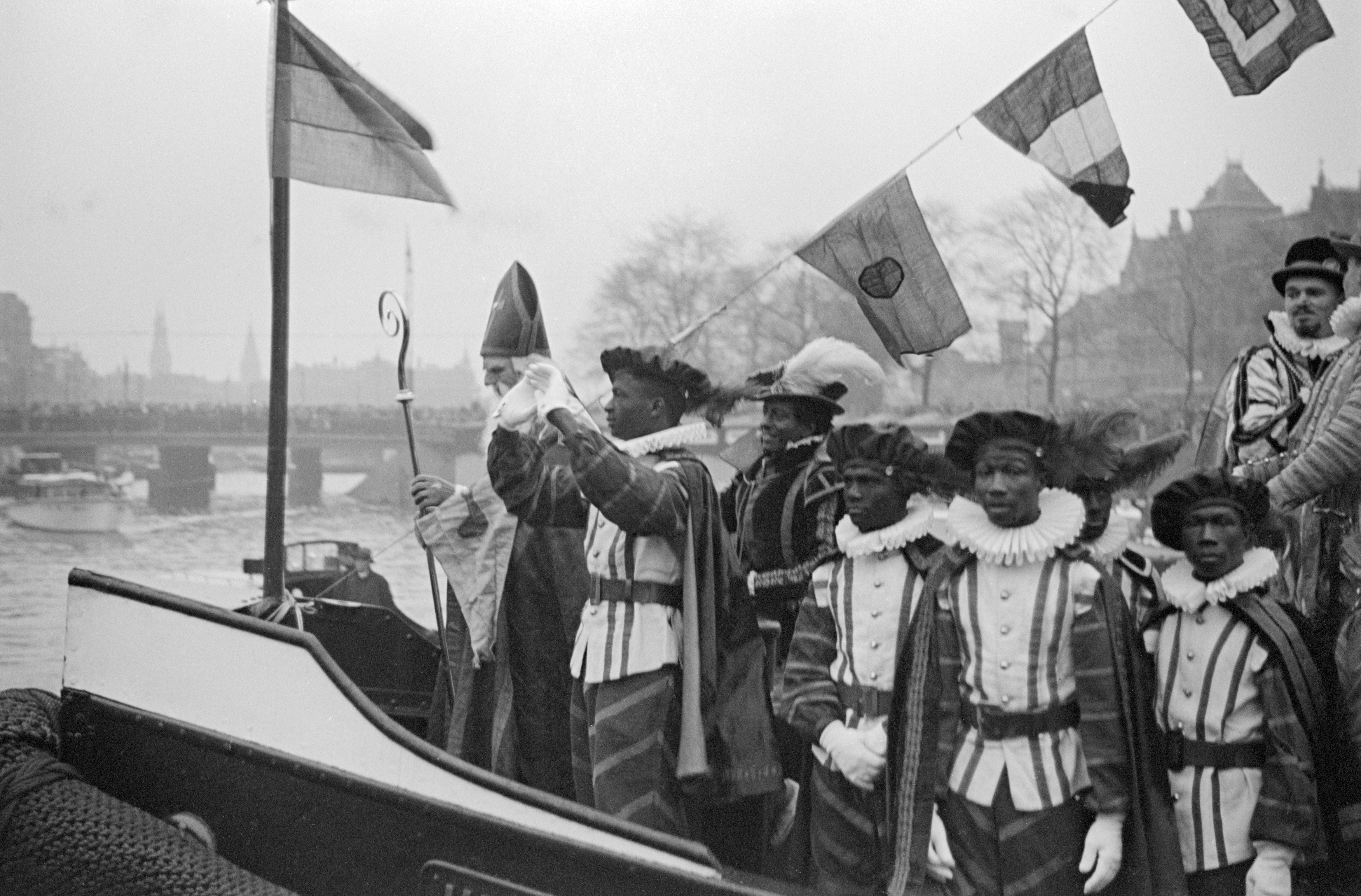
Sint Nicolaas op de stoomboot vergezeld door zijn Zwarte Pieten en Spaanse edellieden bij de eerste intocht in Amsterdam op 1 december 1934. De Zwarte Pieten waren Surinaamse bemanningsleden van een boot die in de haven lag.

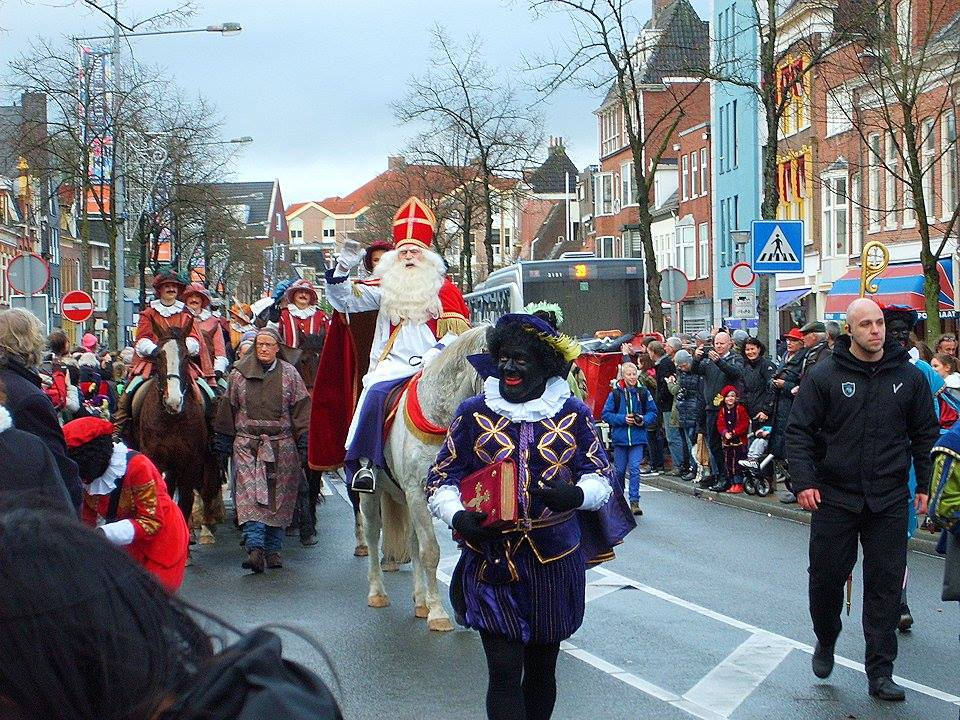
Sinterklaas onderweg van de boot naar het gemeentehuis in Groningen, waar hij wordt ontvangen door de burgemeester in 2015

De intocht van Sinterklaas met zijn gevolg is het officiële sein voor kinderen dat ze vanaf dat moment hun schoen mogen klaarzetten. Een intocht kan worden voorafgegaan door een aankomst waarbij Sinterklaas per stoomboot arriveert uit Spanje, maar ook andere vervoermiddelen zijn niet ongewoon. De intocht zelf vindt plaats op de schimmel van Sinterklaas of lopend.
De allereerste intocht van Sinterklaas vond plaats in 1888, in Venray. Dit gebeurde op 6 december, de datum waarop tegenwoordig het sinterklaasfeest eindigt. In Amsterdam wordt sinds 1934 een centraal georganiseerde jaarlijkse intocht van Sinterklaas gehouden.
Op de nationale televisie wordt de landelijke intocht van Sinterklaas uitgezonden. In België komen Sinterklaas en zijn hele gevolg elk jaar aan in Antwerpen, wat rechtstreeks wordt uitgezonden op Eén of Ketnet onder de naam Hij komt, hij komt... De intrede van de Sint. In 2003 had de intocht per uitzondering plaats in Oostende.
In Nederland en België vindt de intocht plaats half november op de eerste zaterdag na Sint-Maarten (11 november). De plaatselijke intochten zijn meestal dezelfde middag als de landelijke intocht, maar in het zuiden van Nederland en in België vaak ook de zondag daaropvolgend.
In 2020 en 2021 werden in Nederland en België vanwege de coronacrisis de landelijke intochten van tevoren opgenomen zonder publiek en werden veel plaatselijke intochten afgelast.
In sommige plaatsen in Nederland wordt sinds begin 21e eeuw ook een uittocht van Sinterklaas gehouden op 6 december. Dit is onder andere het geval in Scheveningen, Hoek van Holland en Wormer.

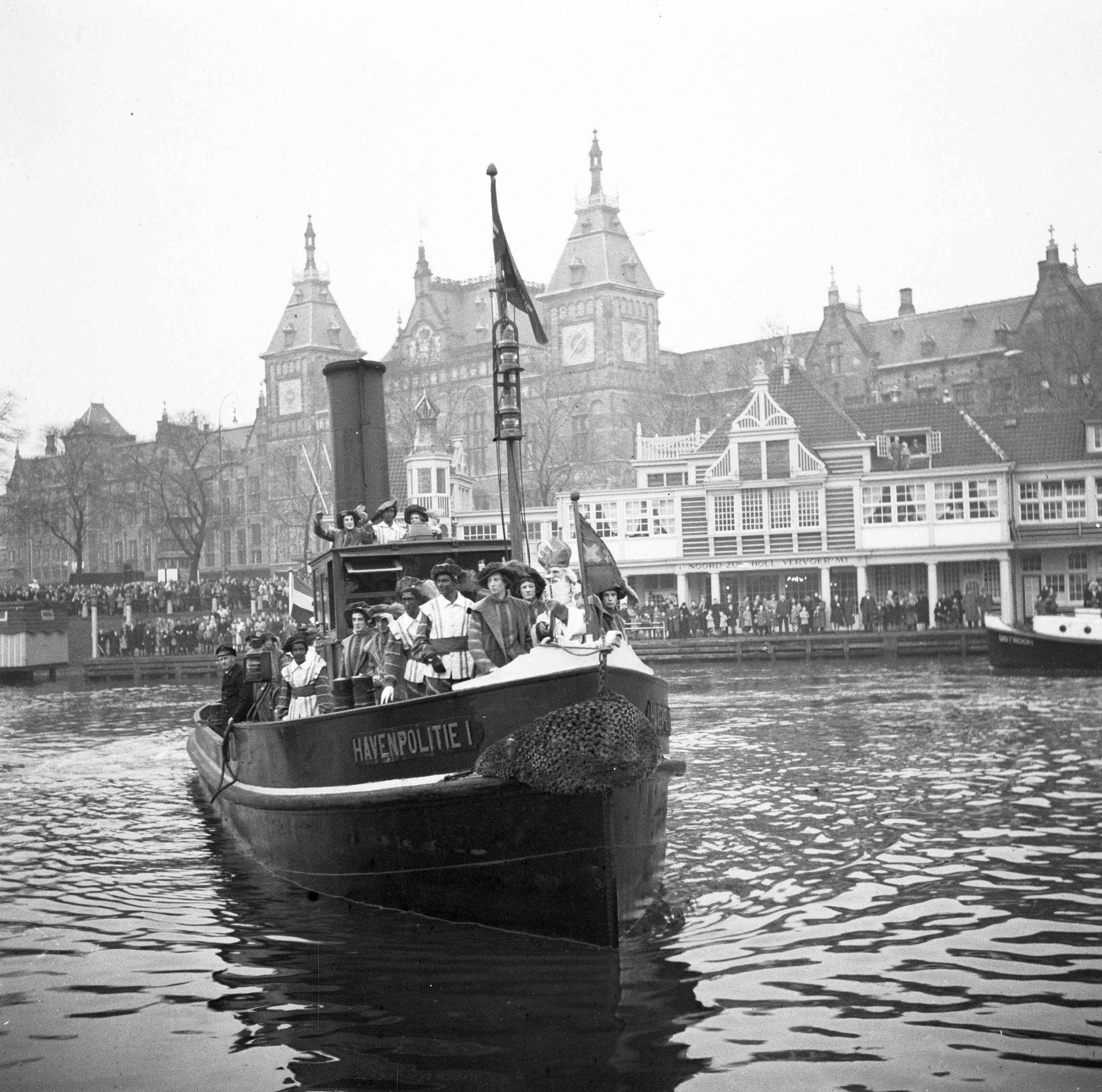
De stoomboot van Sinterklaas voor het Centraal Station van Amsterdam, 30 november 1946, Nationaal Archief
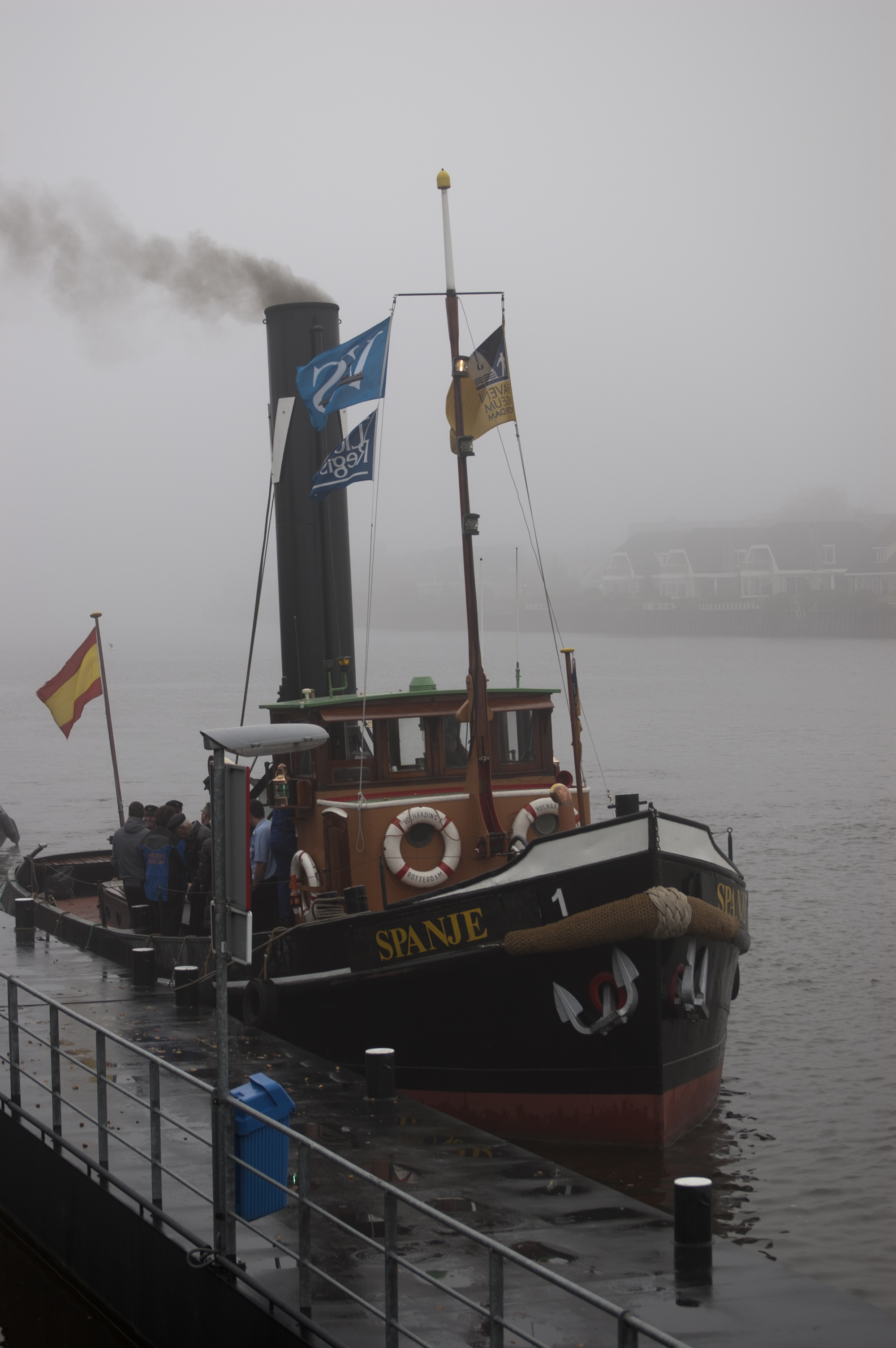
Intocht van Sinterklaas in Capelle aan den IJssel, 16 november 2013
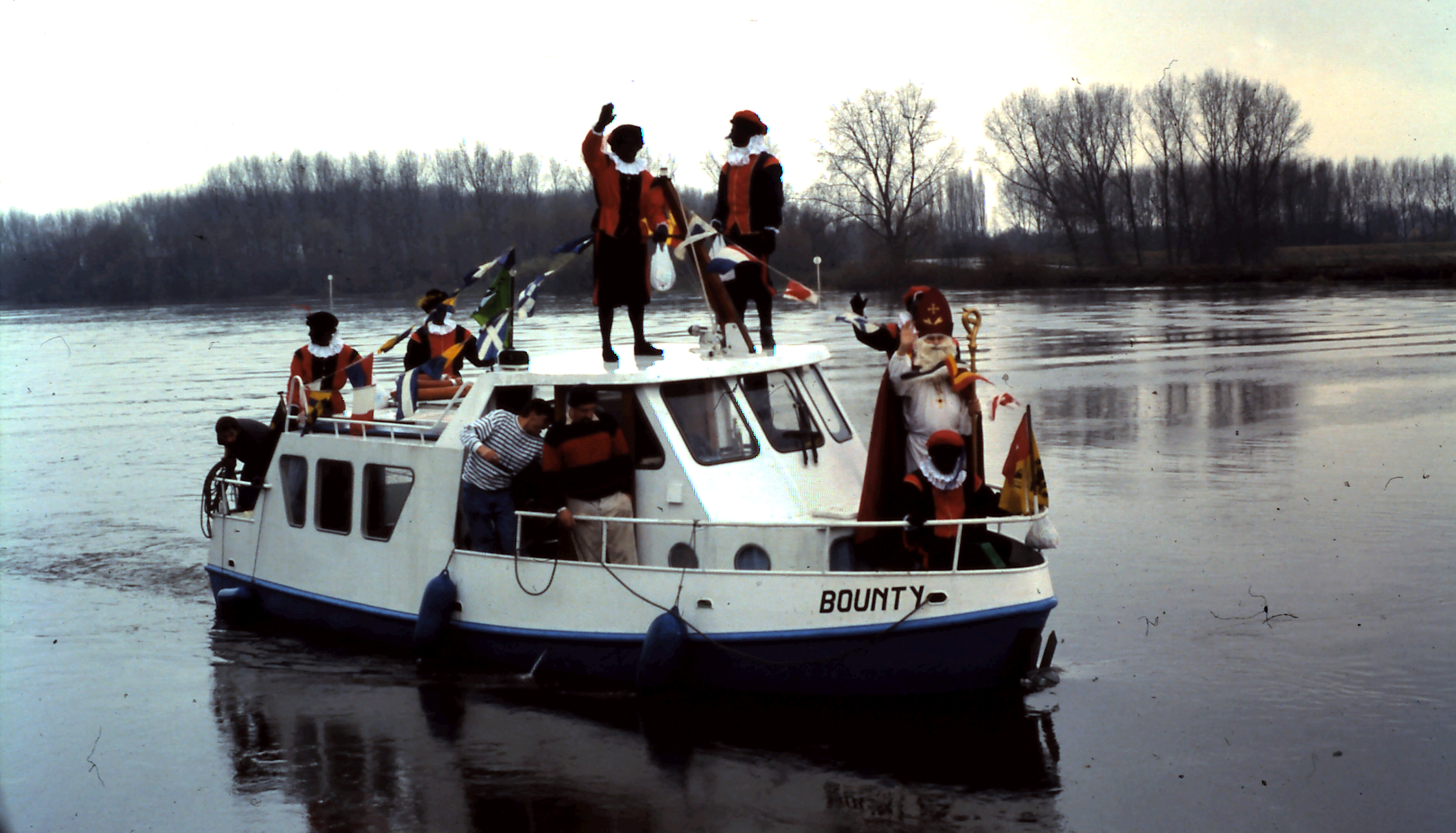
De aankomst van Sinterklaas en zijn Zwarte Pieten te Rumst, België
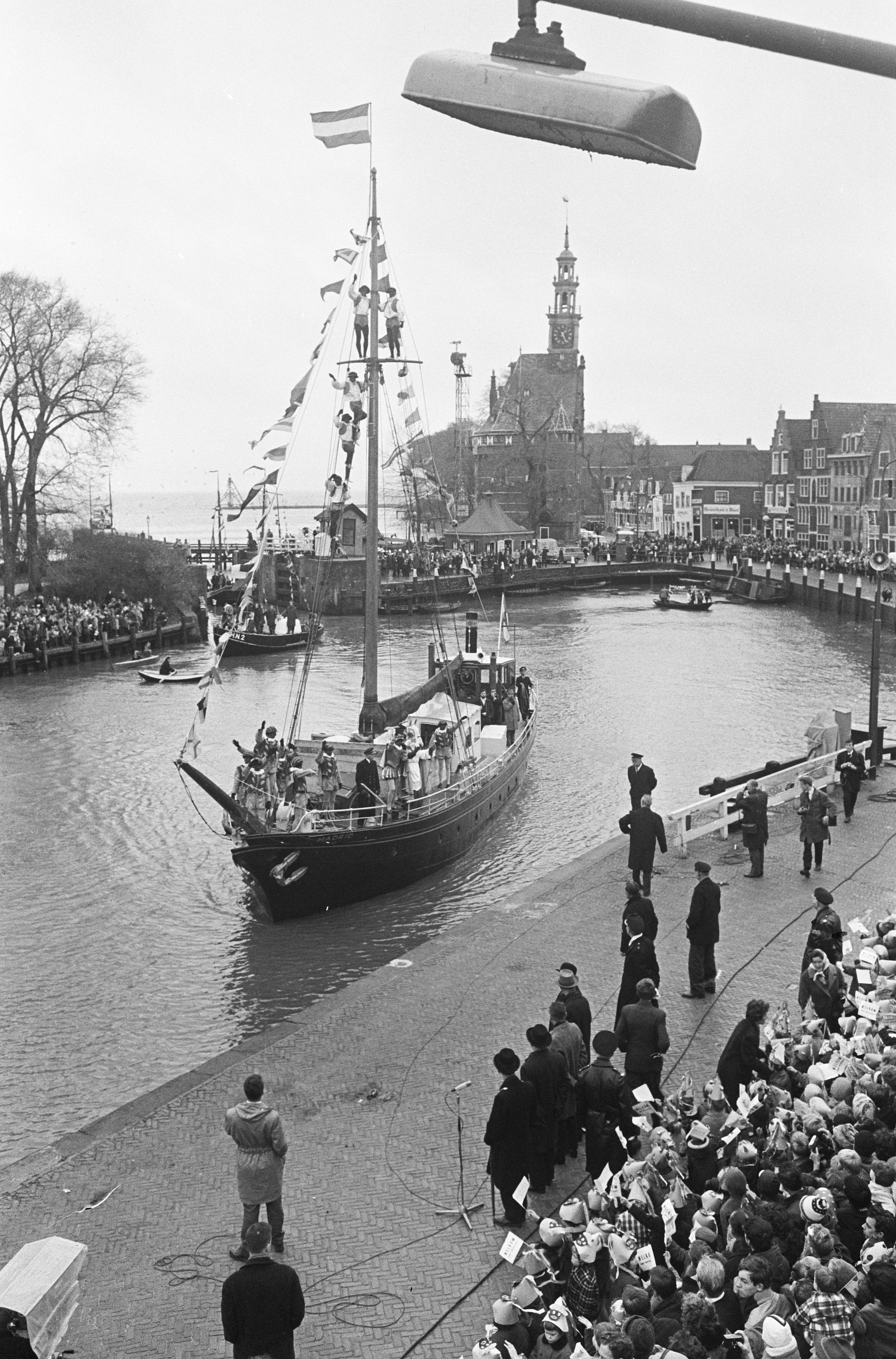
De Sint komt haven van Hoorn binnen, 14 november 1964
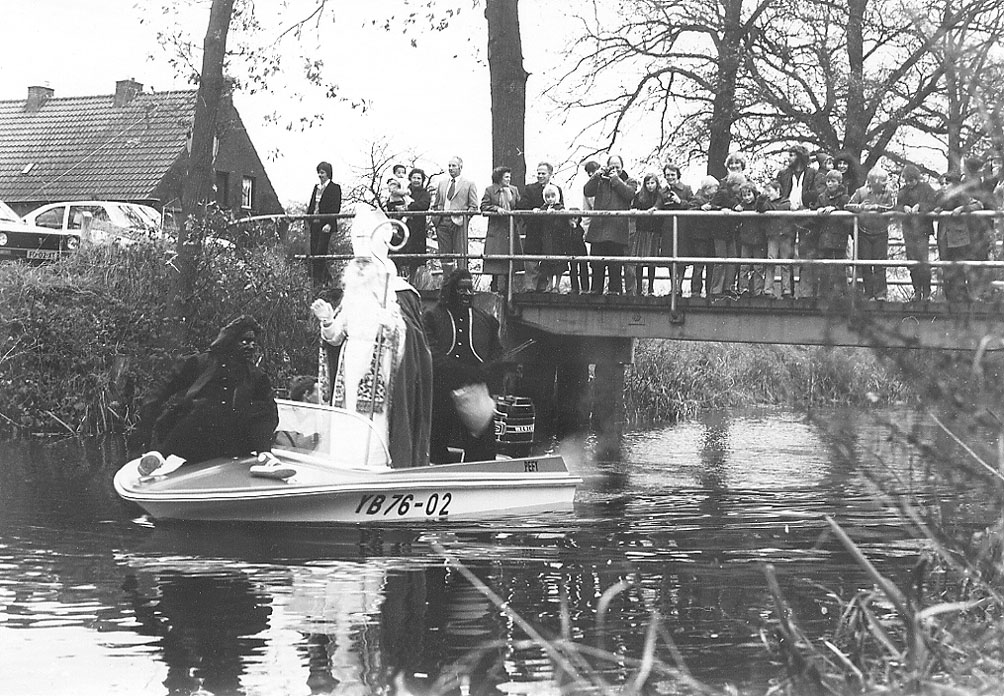
Hier komt Sinterklaas Helenaveen binnen met een motorbootje, 1977
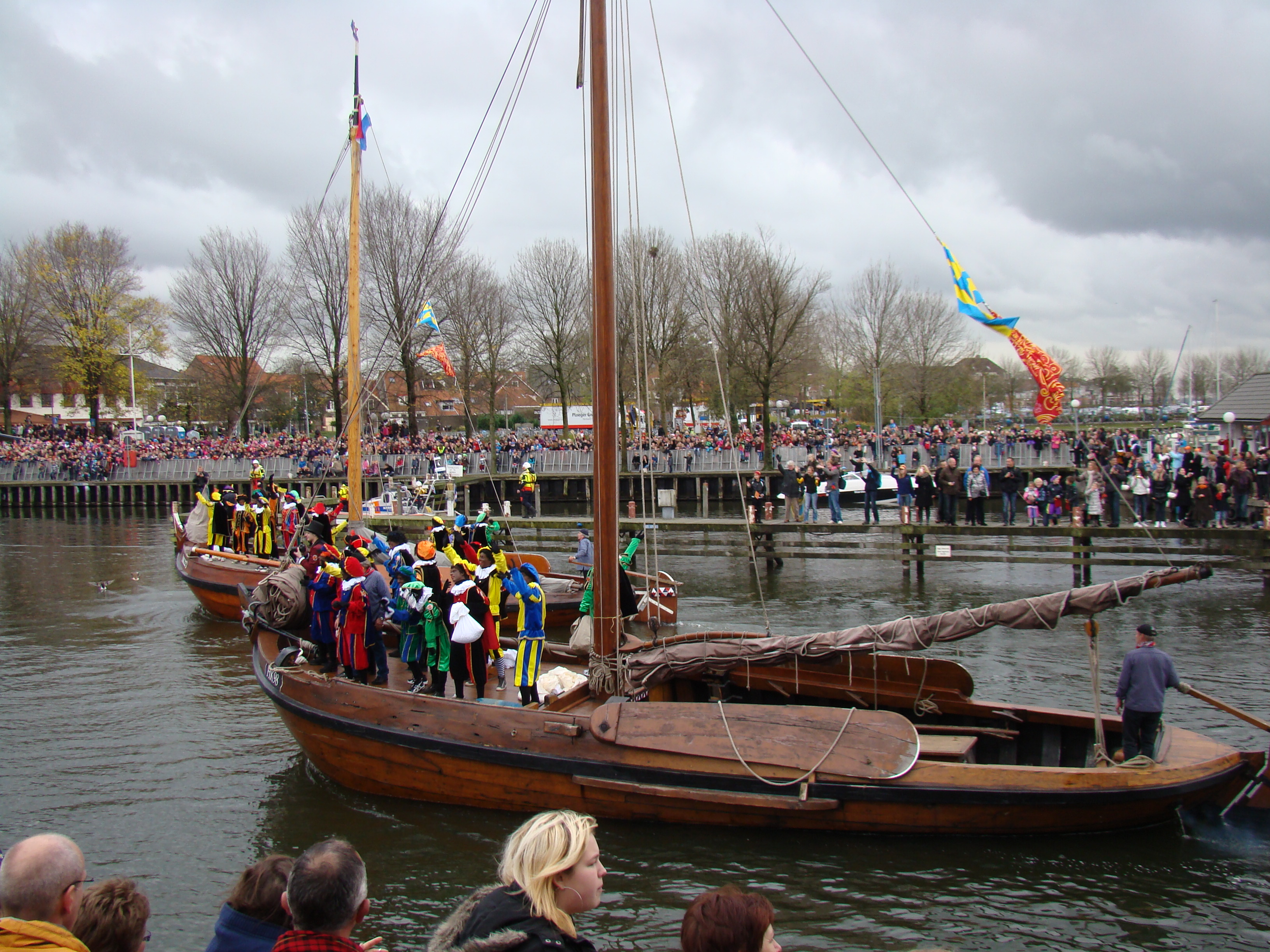
Sinterklaas intocht Harderwijk, 2010

### Schoen zetten

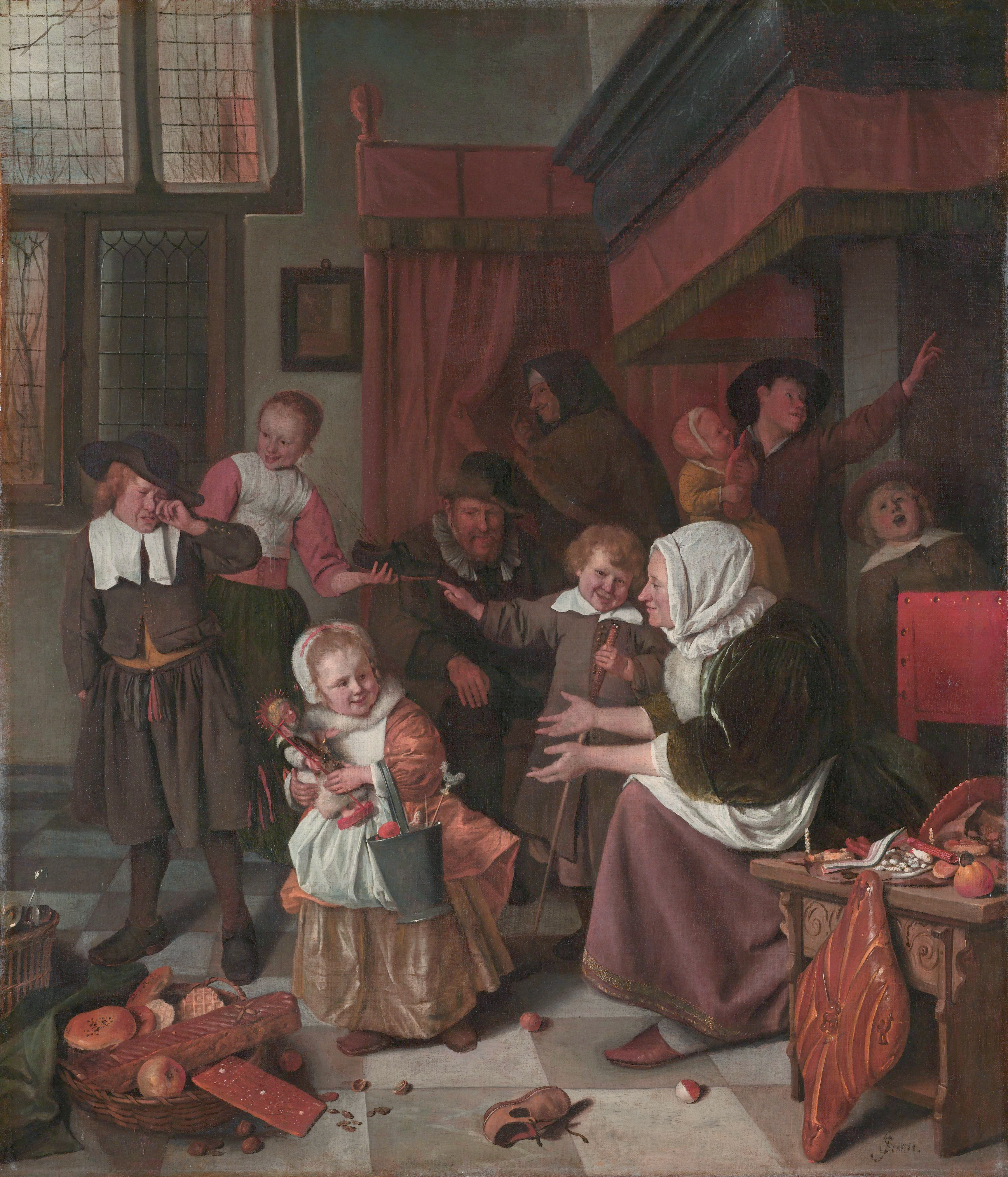
Er bestaan twee versies van Het Sint-Nicolaasfeest. Dit is de bekendste, nu in bezit van het Rijksmuseum Amsterdam. Het schilderij is gemaakt voor een katholiek. Het meisje krijgt een pop in de vorm van een heilige en snoepgoed (in de versie die voor protestanten is gemaakt, krijgt het meisje een eenvoudige ronde koek), de jongen links heeft minder reden om blij te zijn. Zijn schoen is leeg. Rechts wijst iemand in de schoorsteen, waar de geschenken zouden zijn vandaan gekomen. (Jan Steen, circa 1663)

Kinderen zetten 's avonds hun schoen klaar vanaf de dag dat de Sint in het land is aangekomen. De volgende dag vinden de kinderen dan wat lekkers of een ander klein cadeau in hun schoen. De schoen blijft ook wel eens leeg, of men vindt een roe of een zakje zout in de schoen. Het belonende of straffende schoencadeautje wordt ook genoemd in bepaalde sinterklaasliedjes zoals "Zie, de maan schijnt door de bomen":Van verwachting klopt ons hart, Wie de koek krijgt, wie de gard! en "Zie ginds komt de stoomboot": Wie zoet was, krijgt lekkers, Wie stout was een roê.
Traditioneel wordt de schoen bij de haard gezet, vanuit de gedachte dat Piet vanaf het dak door de schoorsteen naar binnen komt. Het wordt op prijs gesteld als de kinderen iets terugdoen. Daarom leggen ze vaak een tekening voor Sinterklaas en de Pieten in de schoen, of een wortel, hooi of suikerklontjes voor de schimmel van Sinterklaas. Ook zingen zij een of meerdere sinterklaasliedjes bij de schoen om Sinterklaas te verwelkomen.
Ook winkeliers en openbare gelegenheden bieden de mogelijkheid gedurende de sinterklaastijd de schoen te zetten.

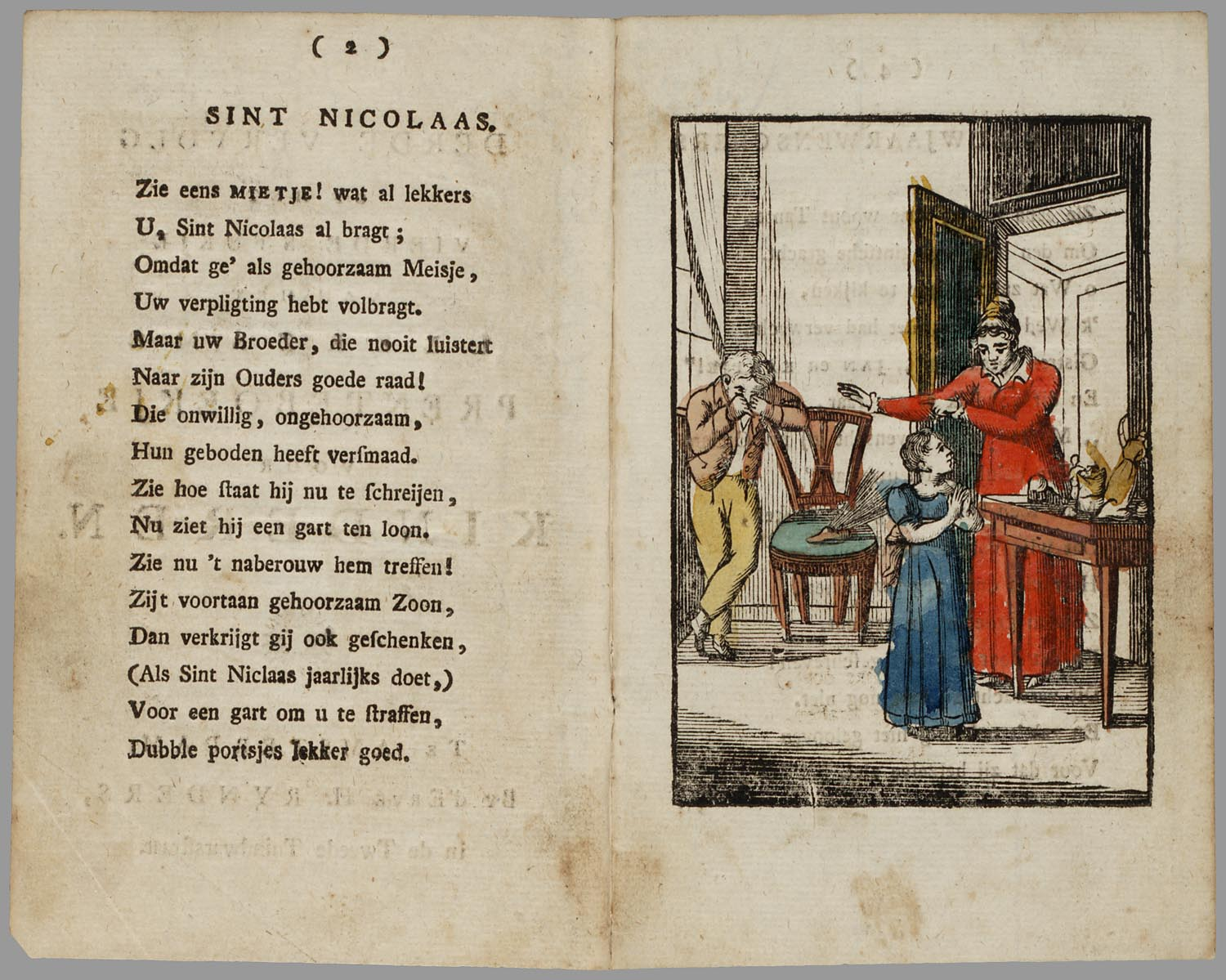
Het brave meisje krijgt lekkers en de ongehoorzame jongen vindt een gard (roe) in zijn schoen; Het leerzame prenteboekje voor kinderen, ca. 1810
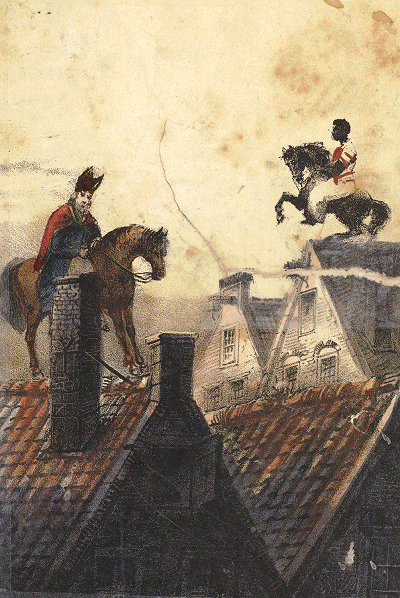
Sint en Piet op het dak, afbeelding uit 1850
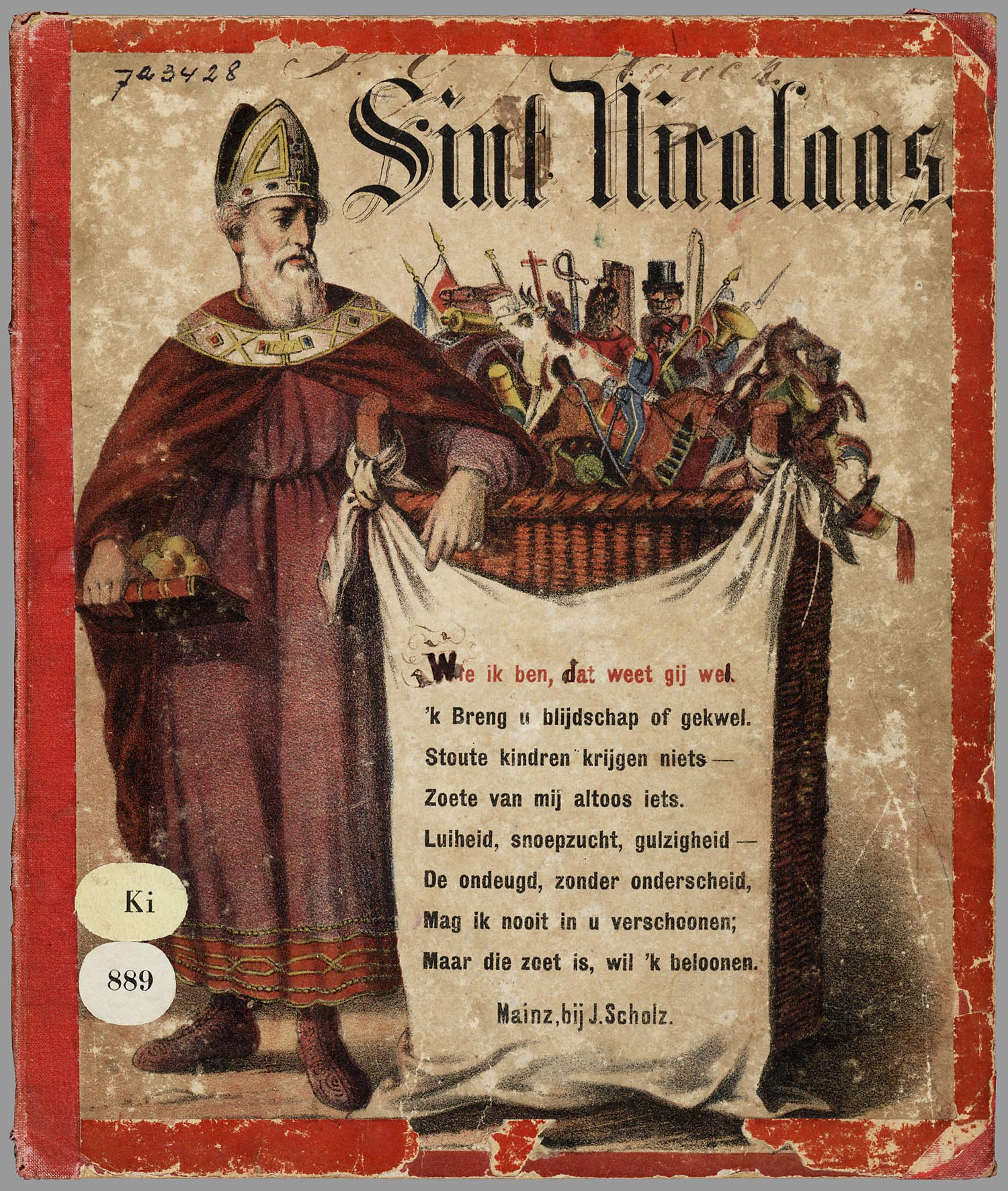
Sint-Nicolaas brengt blijdschap of gekwel, ca. 1850
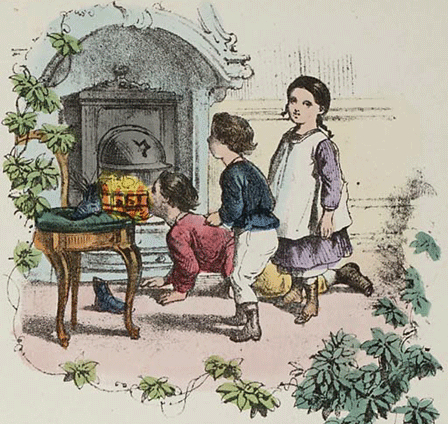
Drie kinderen hebben hun schoen gezet en zingen een sinterklaasliedje, 1873
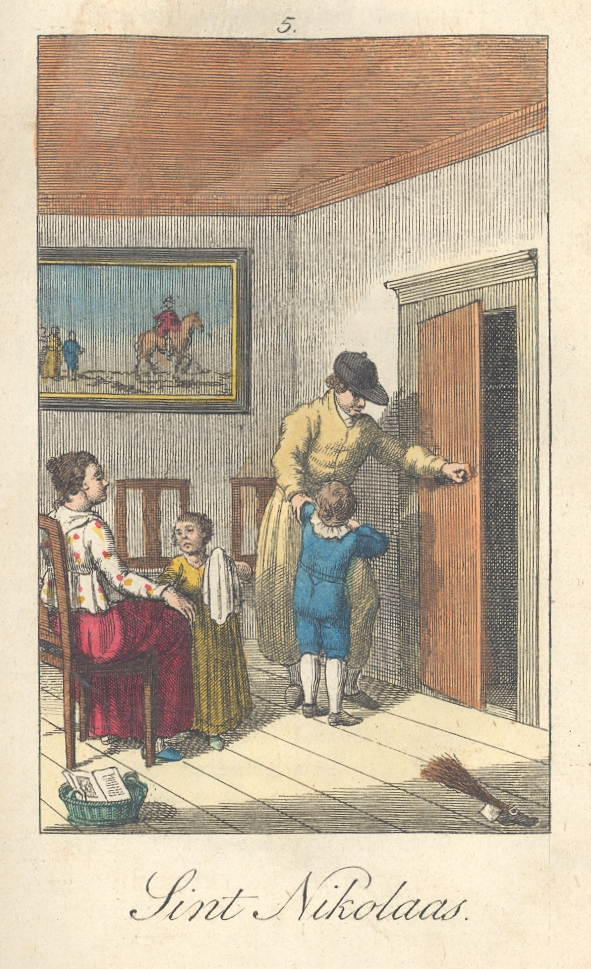
Afbeelding uit 1814
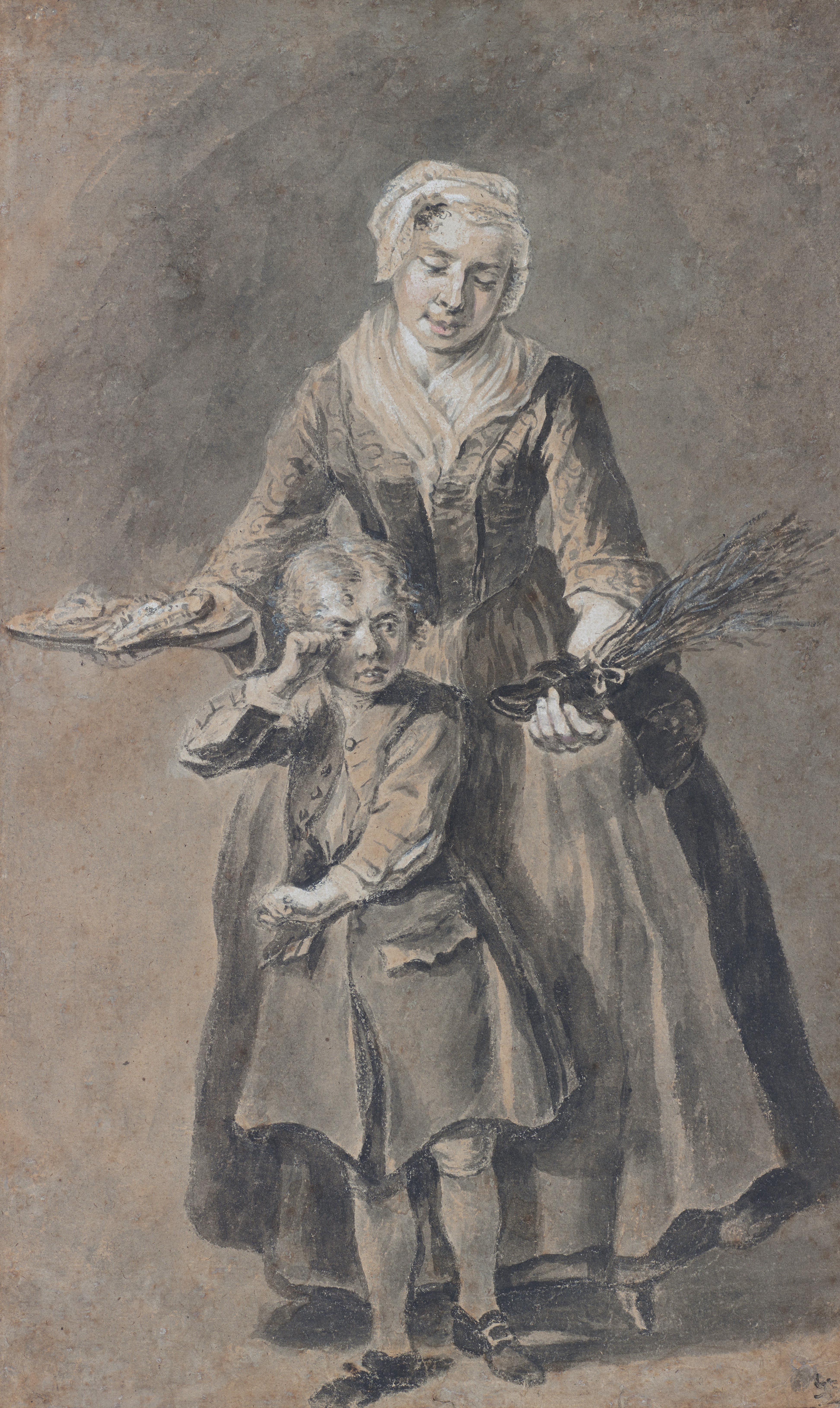
Een moeder laat de schoen met roe zien aan haar zoon, Cornelis Troost, The J. Paul Getty Museum, Los Angeles
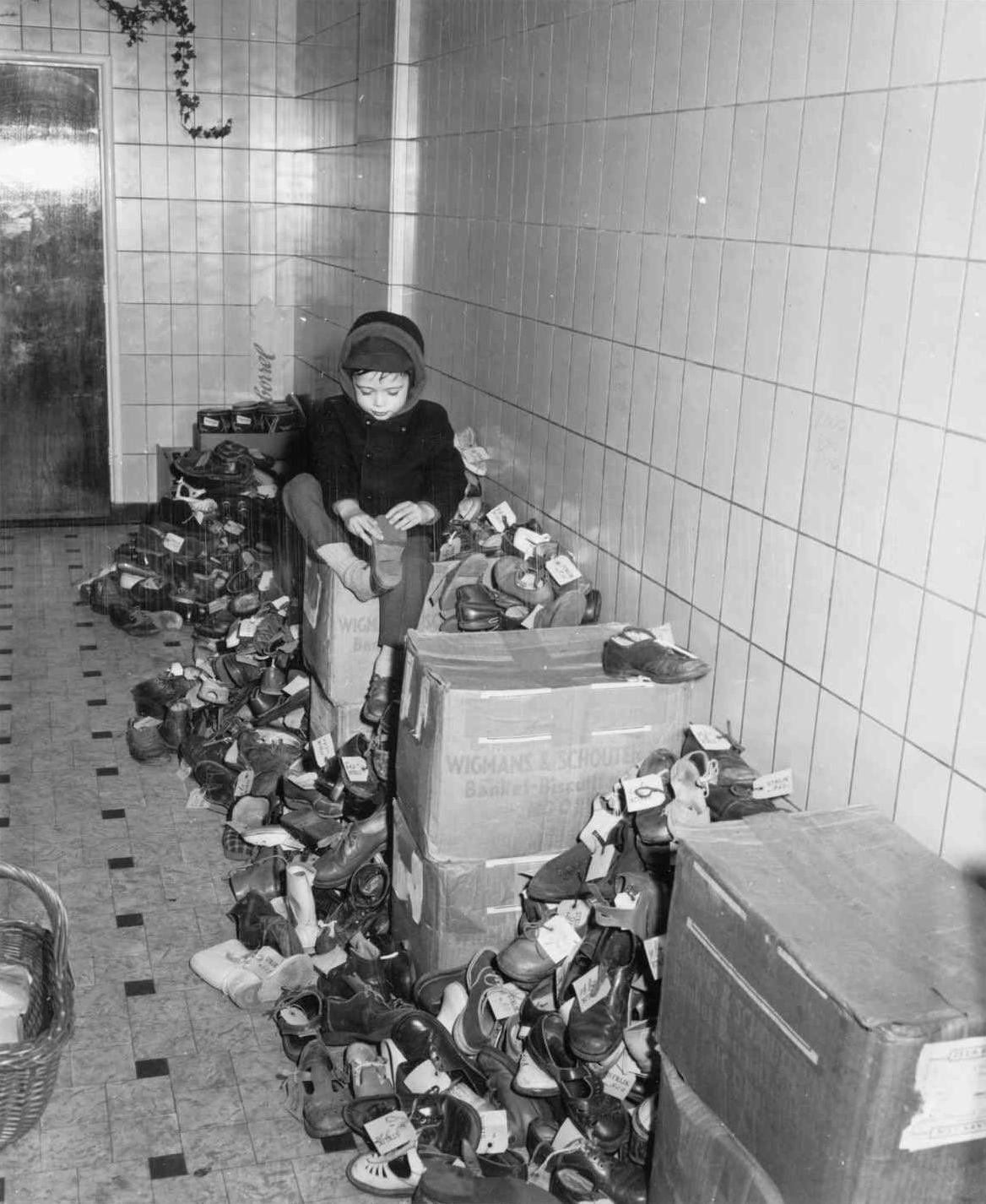
Kinderen mogen voor het sinterklaasfeest hun schoen zetten in een zuivelwinkel, 2 december 1958

### Sinterklaasvieringen

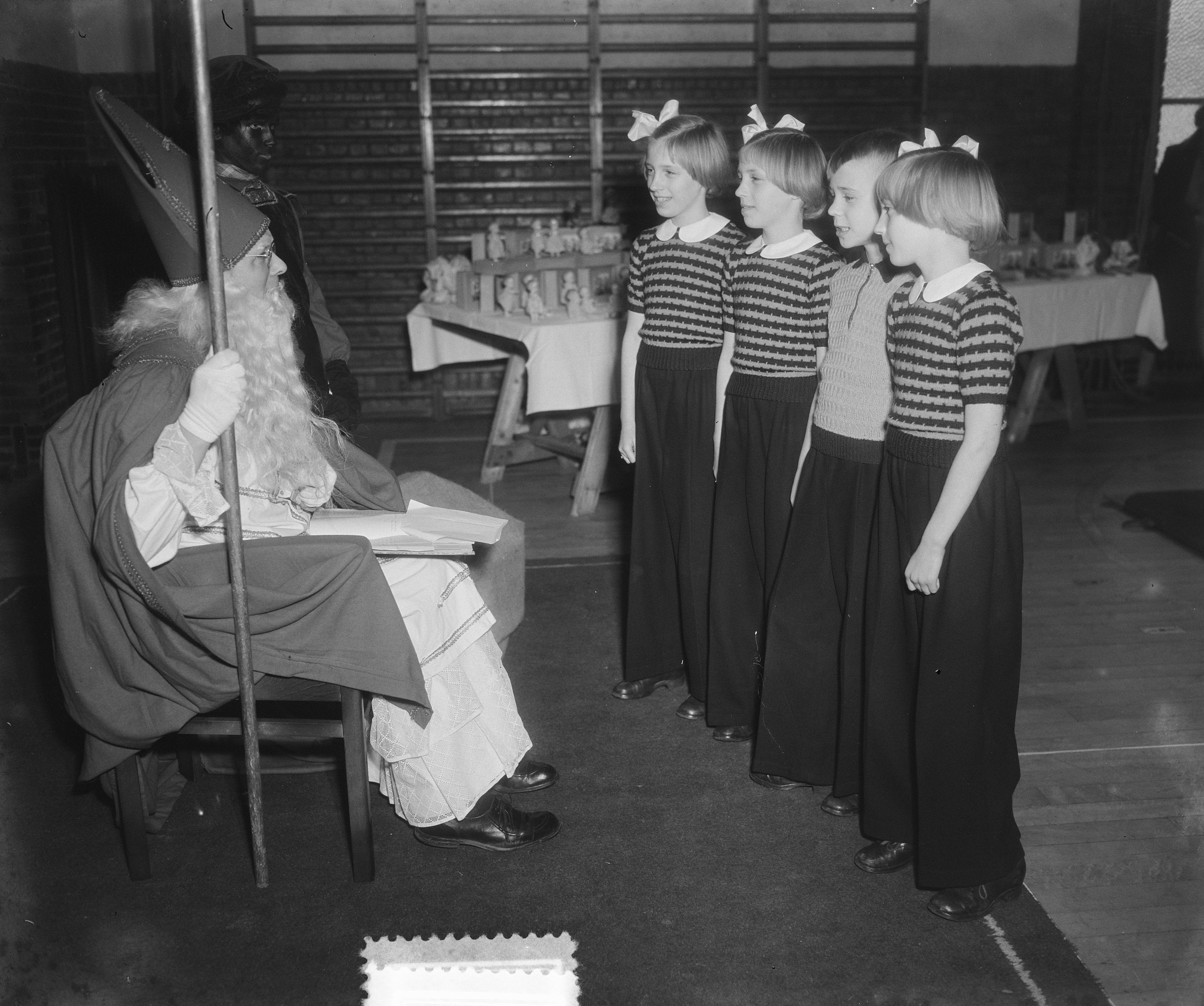
Sint Nicolaas op schoolbezoek in Zwolle in 1952

Bij grotere bedrijven en verenigingen wordt vaak een sinterklaasfeest georganiseerd voor de kinderen van de ouders die er werken. Ook veel scholen geven een feest. Hierbij brengen Sinterklaas en een of meer Zwarte Pieten een bezoek aan een zaal met kinderen waarbij Sinterklaas op een podium enkele kinderen ontvangt.
Sinterklaas heeft een groot boek waarin wordt bijgehouden wat de kinderen het jaar door hebben gedaan. Er wordt voor gezorgd dat ieder kind van Sinterklaas een cadeau ontvangt. Ook komt het voor dat er lootjes worden getrokken en de kinderen surprises moeten maken die dan tijdens het sinterklaasfeest worden uitgepakt. Dit gebeurt op scholen vaak in het klaslokaal. Vaak wordt het zo geregeld dat er ook een geschenk is voor de kinderen van wie de ouders daar onvoldoende geld voor hebben.

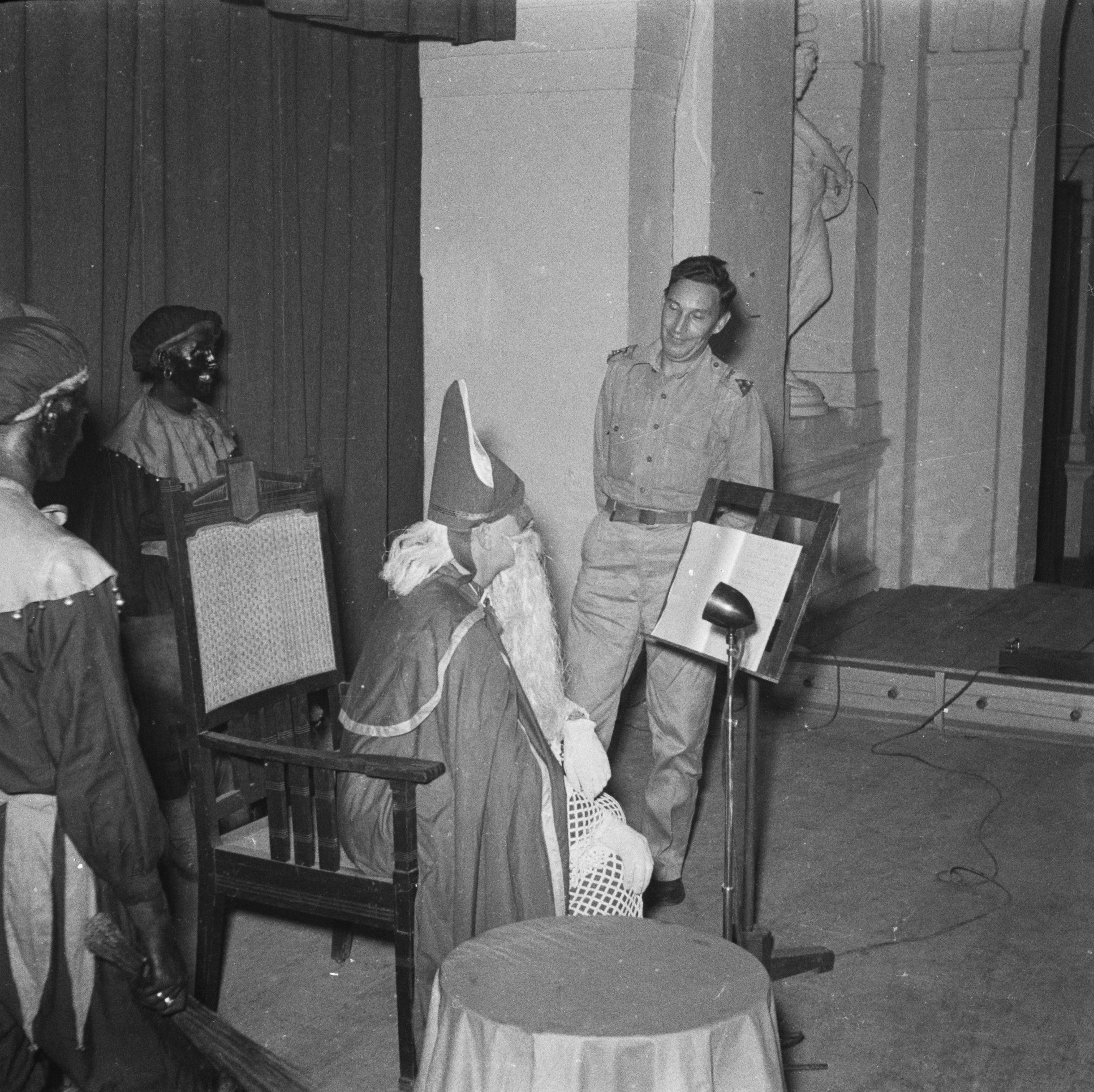
Sinterklaas leest voor uit het grote boek, bij hem staat een kapitein, Batavia, Indonesië, 1947
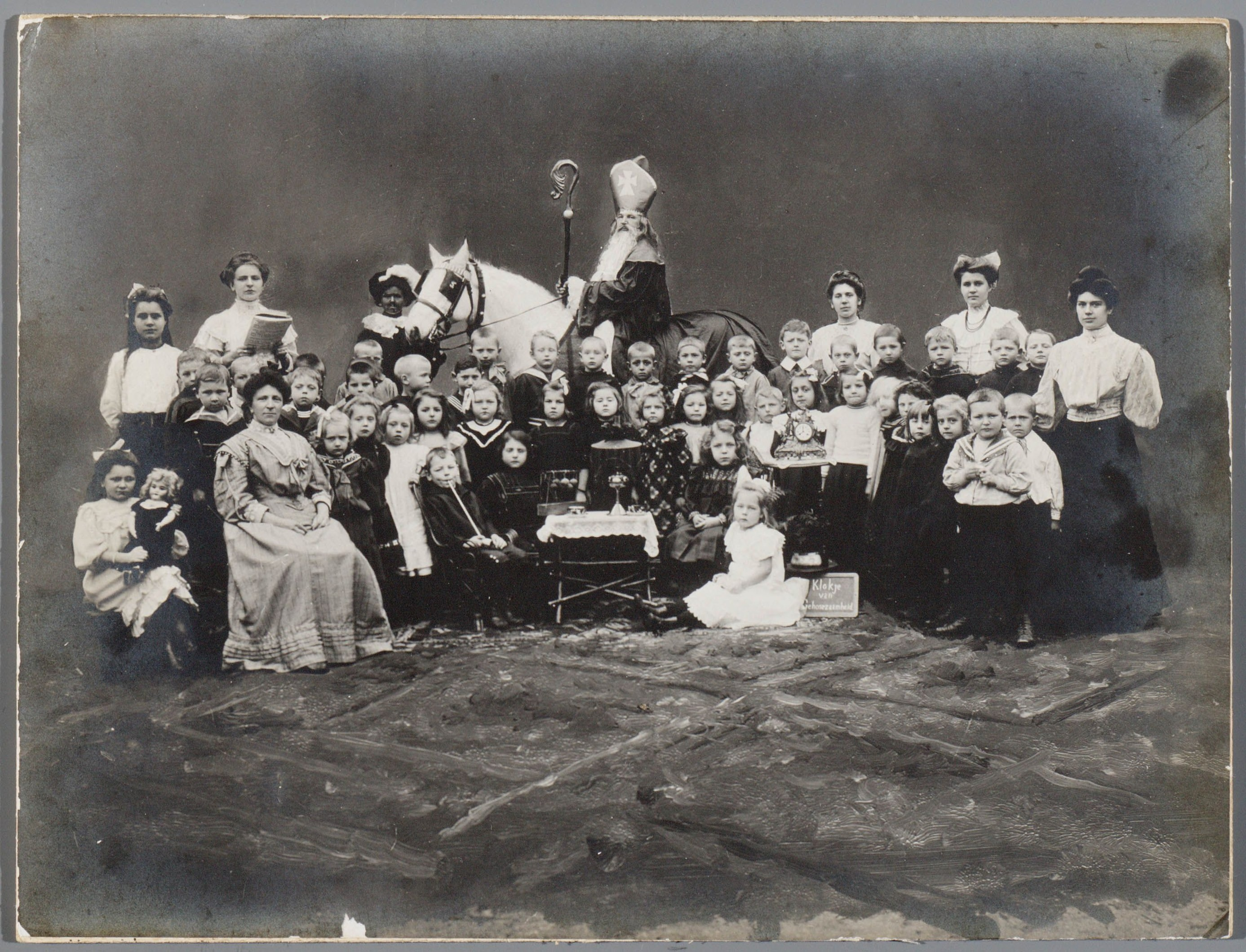
Sinterklaas op bezoek bij de bewaarschool (vanaf 1929 de Frobelschool) aan de Doelenstraat in Alkmaar, 1908
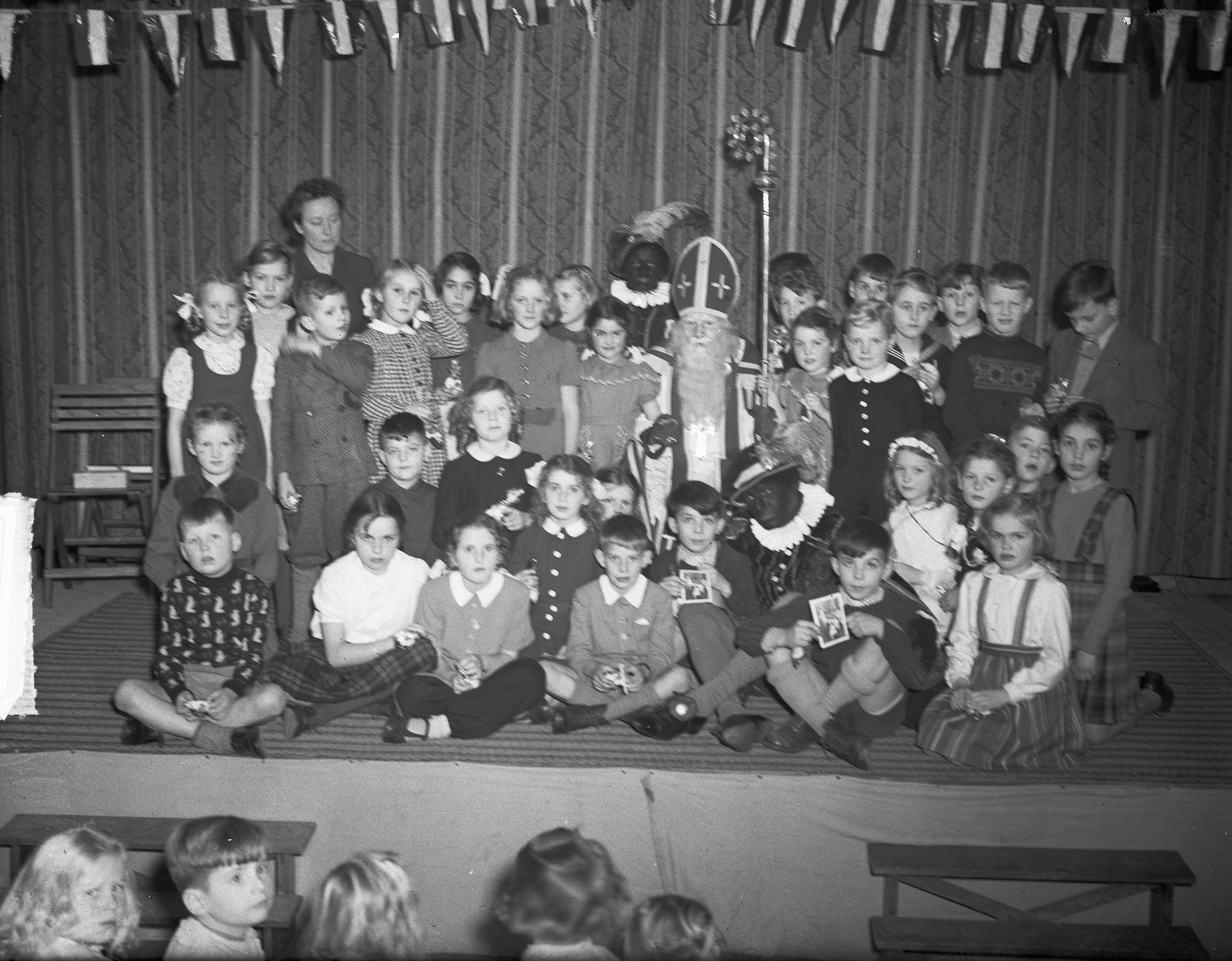
Sint-Nicolaas op Peetersschool te Amsterdam, 3 december 1948
Surprise gemaakt ter gelegenheid van Sinterklaas, 1937
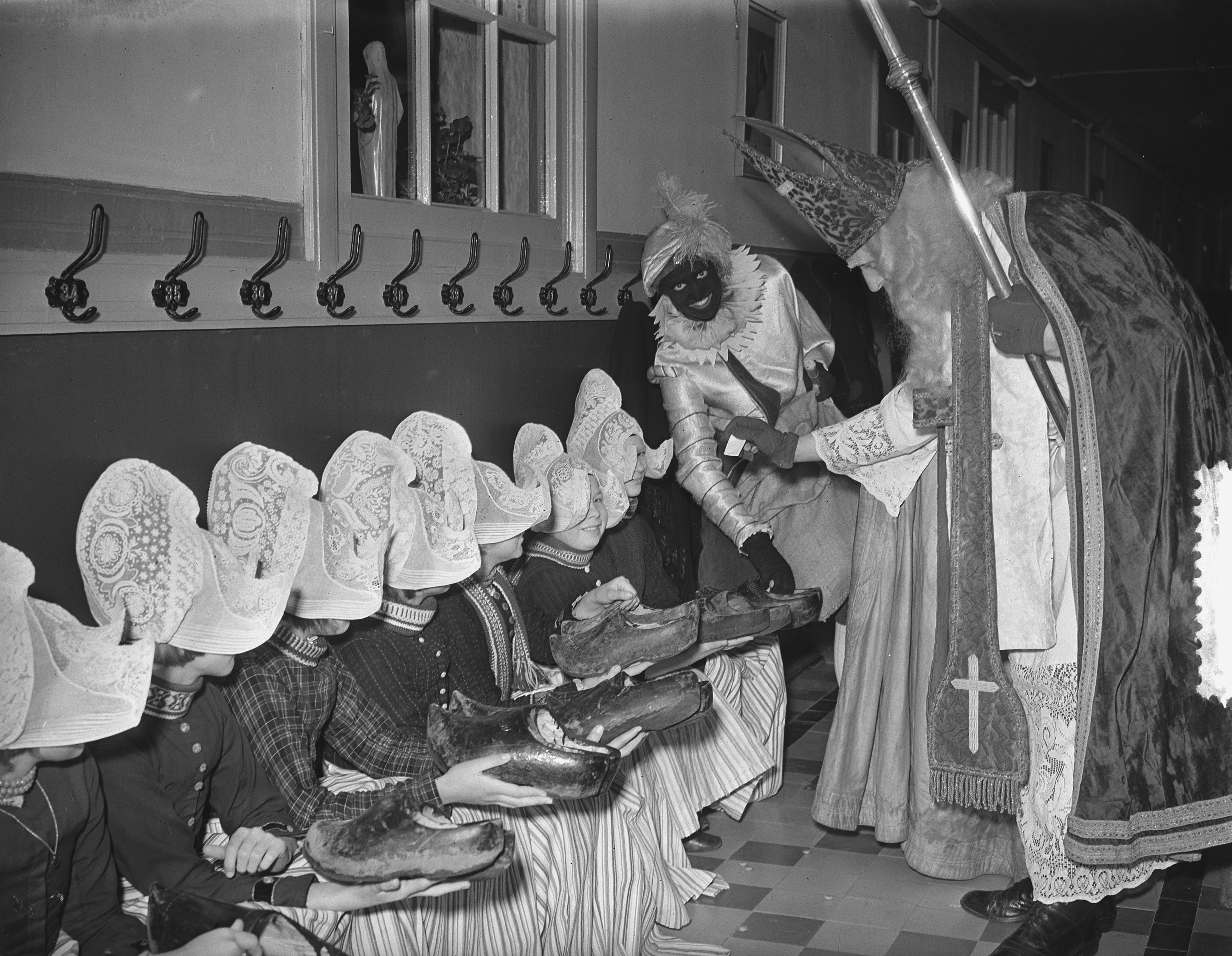
Kinderen in klederdracht in Volendam krijgen snoep in hun schoenen van Sint-Nicolaas en Zwarte Piet, 20 november 1952
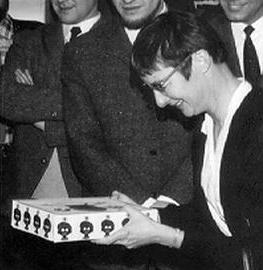
Een vrouw krijgt een surprise van Zwarte Piet op het sinterklaasfeest bij Sterrewacht Utrecht, 1967

### Pakjesavond

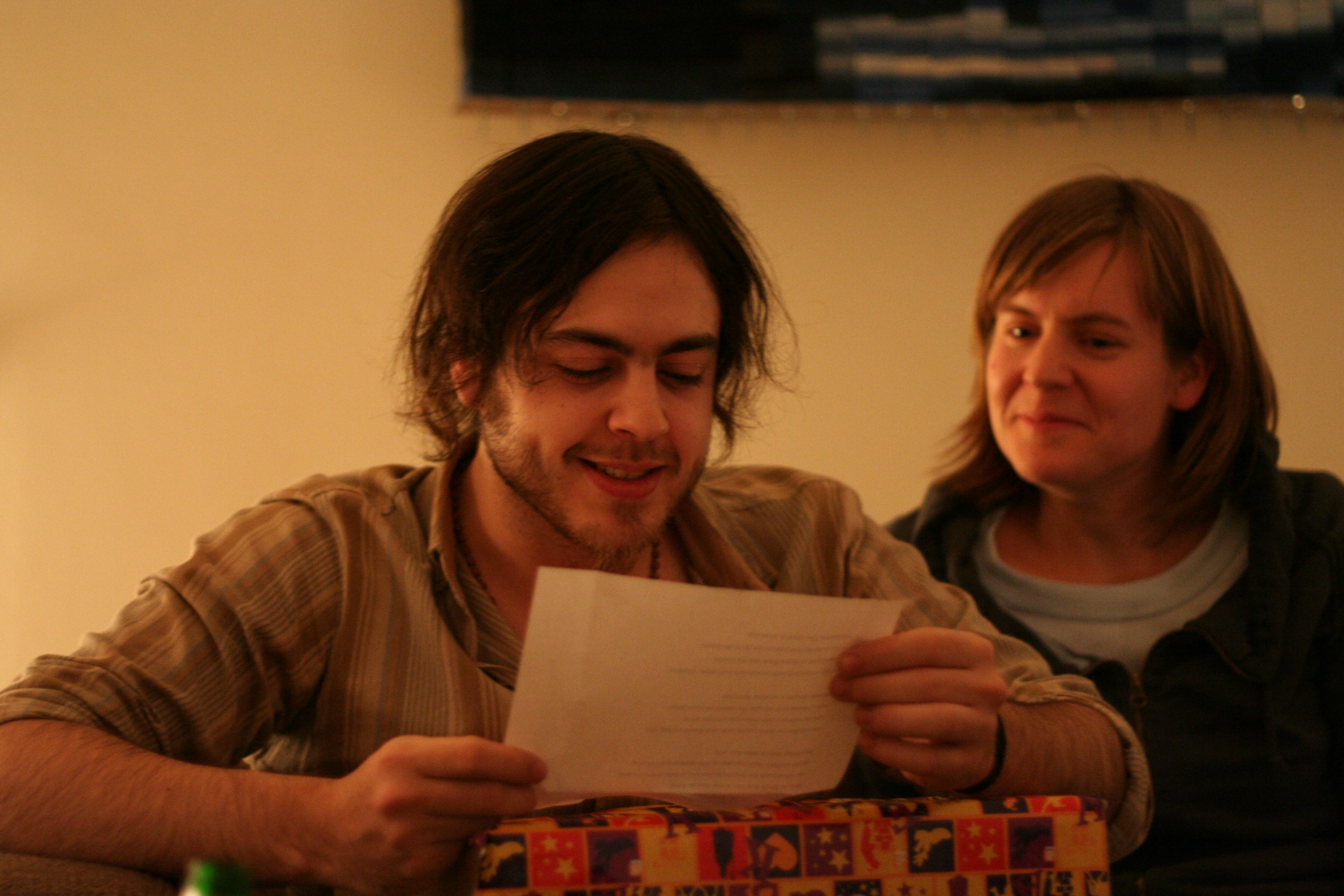
Een gedicht wordt voorgelezen op pakjesavond (2007)

Pakjesavond (ook Sinterklaasavond) wordt gehouden op of rond de avond voor Sint-Nicolaasdag en wordt vaak gevierd met de familie. Pakjesavond is vooral typisch voor de Nederlandse versie van het sinterklaasfeest. Op pakjesavond worden veelal sinterklaasliedjes afgespeeld of gezongen, er wordt samen gegeten, er zijn zoete versnaperingen en appels en mandarijnen. De pakjes gaan soms vergezeld van een gedicht dat vooraf door de ontvanger van het geschenk hardop moet worden voorgelezen. Veel gegeven geschenken zijn de speculaaspop en chocoladeletter. Soms bezoekt Sinterklaas de kinderen thuis, alleen of met Zwarte Pieten, en met een zak vol cadeautjes. Als er weinig tijd is, wordt alleen op de deur gebonsd en de zak of mand buiten neergezet.
Pakjesavond wordt al afgebeeld op een schilderij van Jan Steen omstreeks 1636, de geschenken zijn door de schoorsteen afgeleverd in een schoen van de kinderen. In een huishoudboek uit 1638 van Maria van Nesse, een rijke vrouw uit Alkmaar, zijn geschenken voor haar twee nichten beschreven, doen het Sinter Nicolaes was.
Zoals pakjesavond tegenwoordig wordt gevierd is een verschijnsel van na de Tweede Wereldoorlog. Oorspronkelijk was het de avond waarop Sinterklaas in de nacht de cadeautjes brengt waarbij de kinderen op de zesde december ze in de ochtend aantreffen. Liedjes worden hierbij gezongen op de avond dat kinderen hun schoentje zetten. In België is een dergelijke viering gebruikelijk. De schoen zetten op pakjesavond was in veel gezinnen vlak na de Tweede Wereldoorlog gebruikelijk. Dit ceremonieel was aanvankelijk omgeven door een sfeer van geheimzinnigheid.
Door de toenemende welvaart na de oorlog kwam echter meer ruimte voor een geefcultuur. Ouders gaven hun kinderen in eerste instantie zelfgemaakte cadeaus en tegenwoordig gekochte cadeautjes. Ook volwassenen geven elkaar sindsdien, meestal anoniem, vaak geschenken met pakjesavond, al dan niet voorzien van een sinterklaasgedicht of verpakt als 'surprise'. Deze vorm van vieren, met gedichten en 'surprises', is meer gebruikelijk in Nederland dan in België. Vaak wordt door middel van lootjes trekken anoniem bepaald voor wie men een cadeautje moet kopen. Een bijzondere variant is het sinterklaasdobbelen.

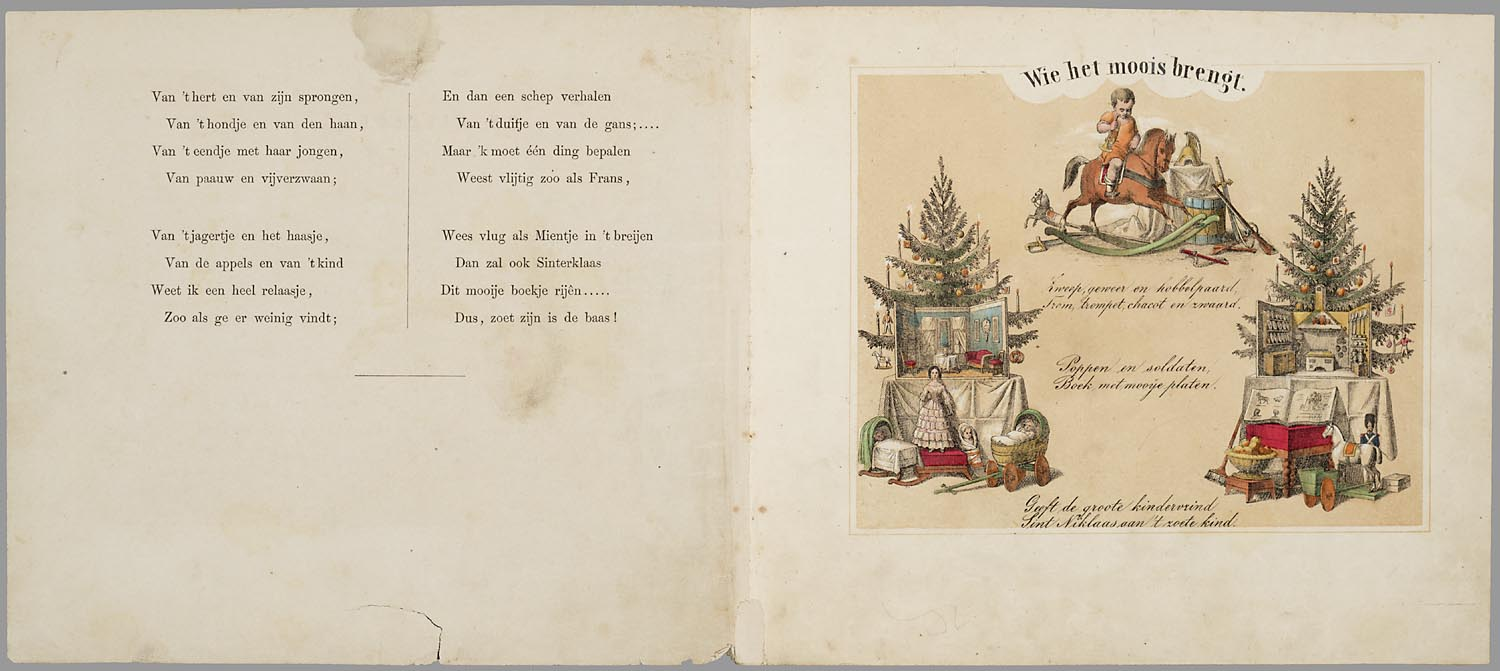
Twee pagina's uit Prent-historietjes voor kleine kinderen (D.A. Thieme en Hendrik Anne Tjeenk Willink, 1857). Tekst op de bladzijde rechts: Zweep, geweer en hobbelpaard, trom, trompet, chacot en zwaard, Poppen en soldaten,boek met mooie platen. Geeft de grote kindervriend Sint Niklaas aan 't zoete kind

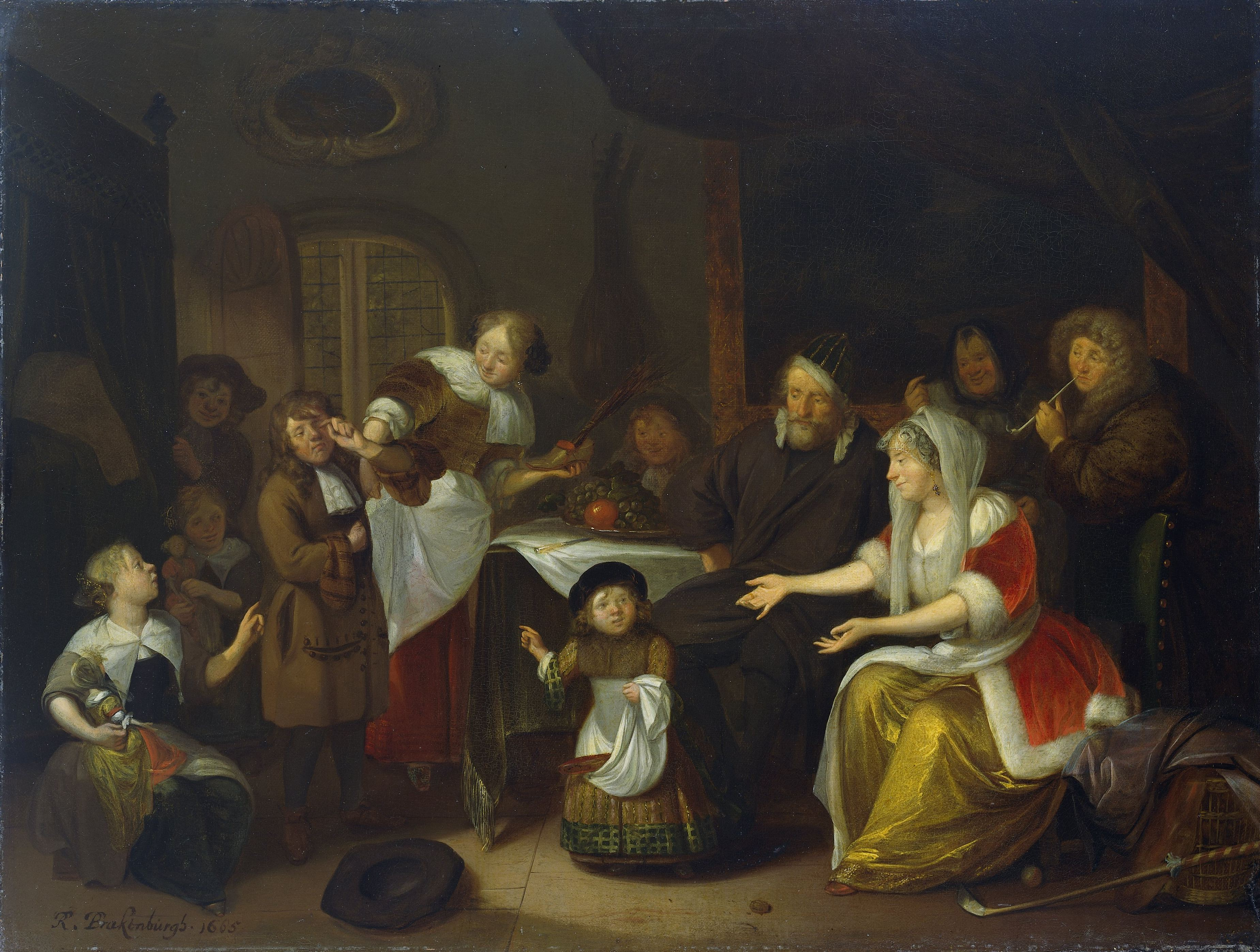
Het Sint-Nicolaasfeest, Richard Brakenburg, 1685
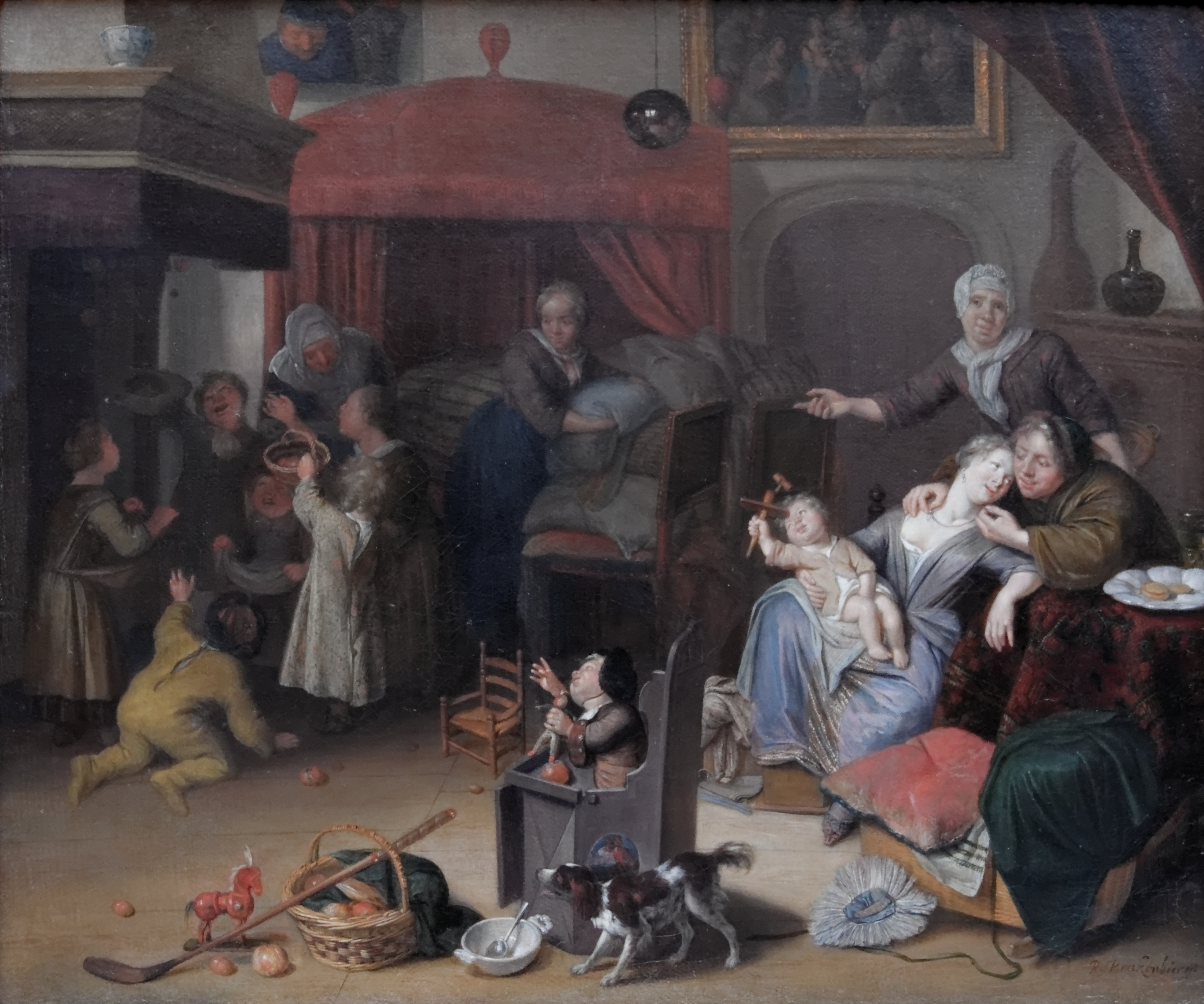
Richard Brakenburg, 1700
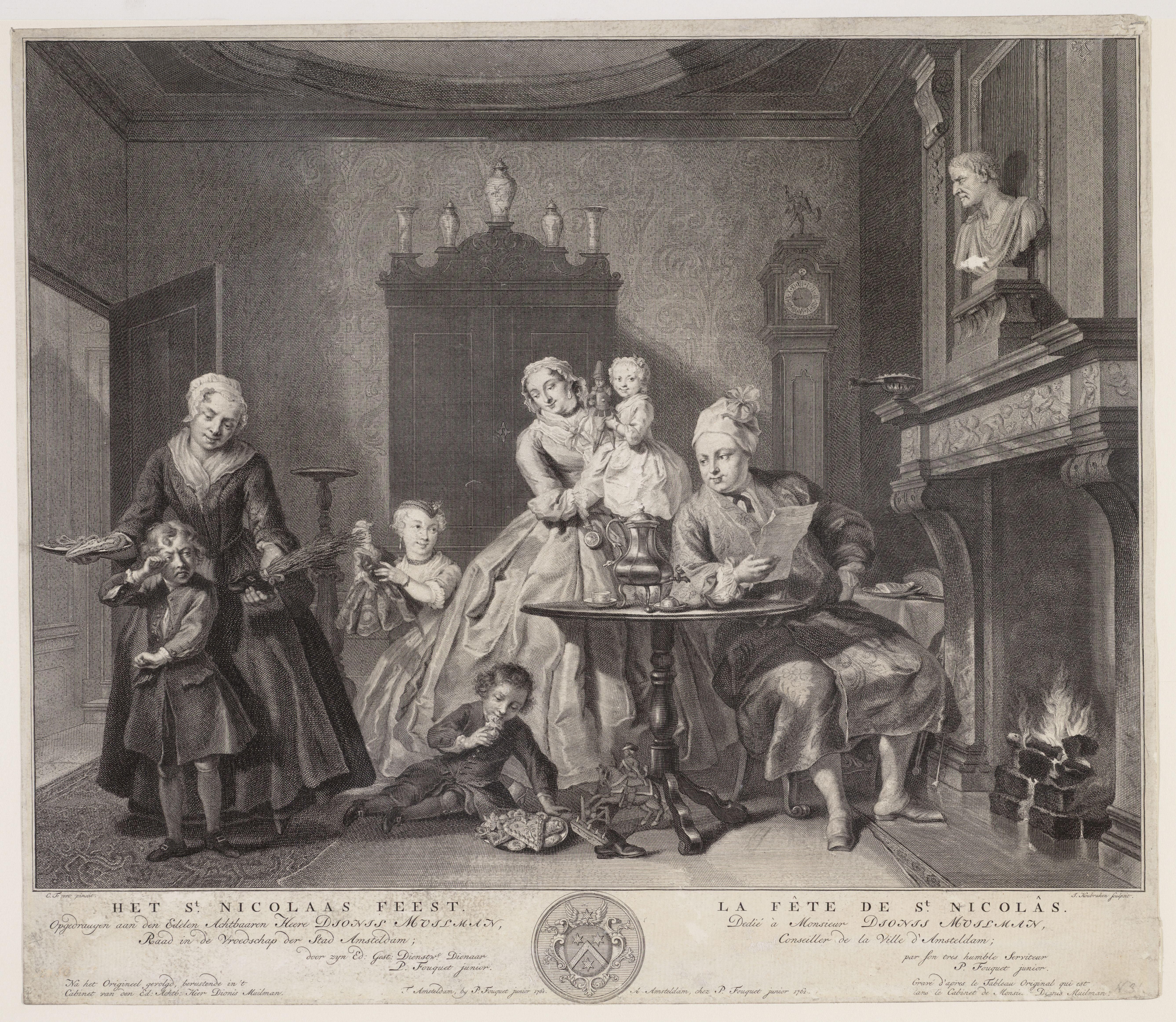
Het Sint-Nicolaasfeest, Pierre Fouquet, 1761
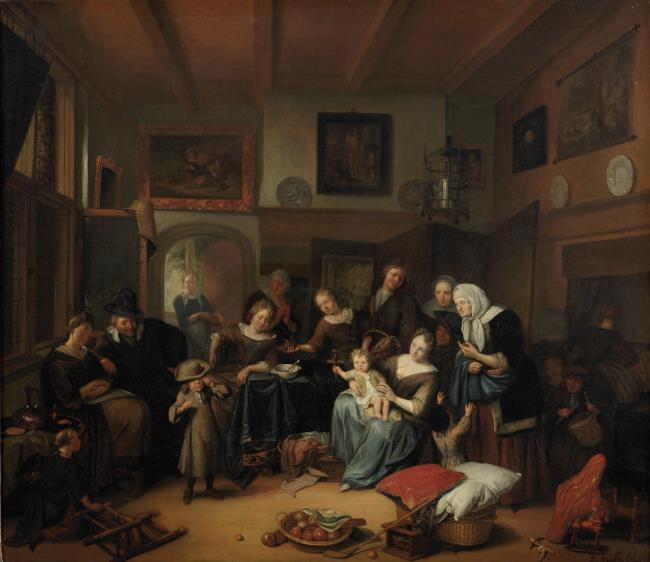
Sinterklaasfeest, Richard Brakenburg, Frans Hals museum
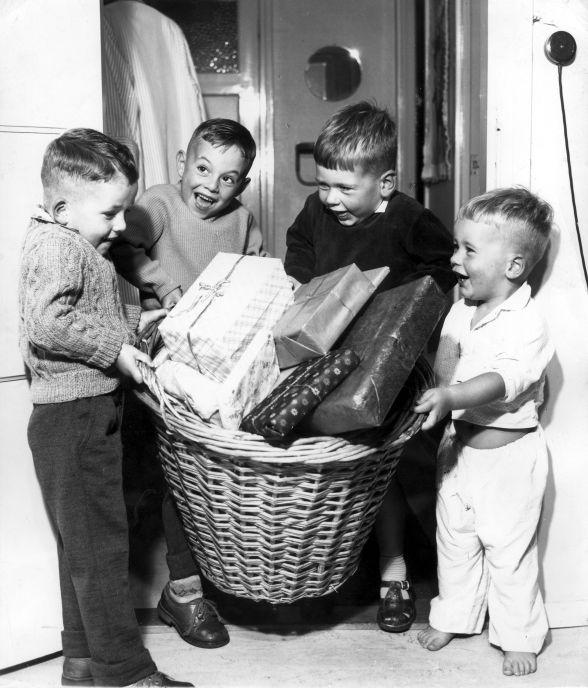
Kinderen houden een mand vol cadeautjes vast, 1958-1965
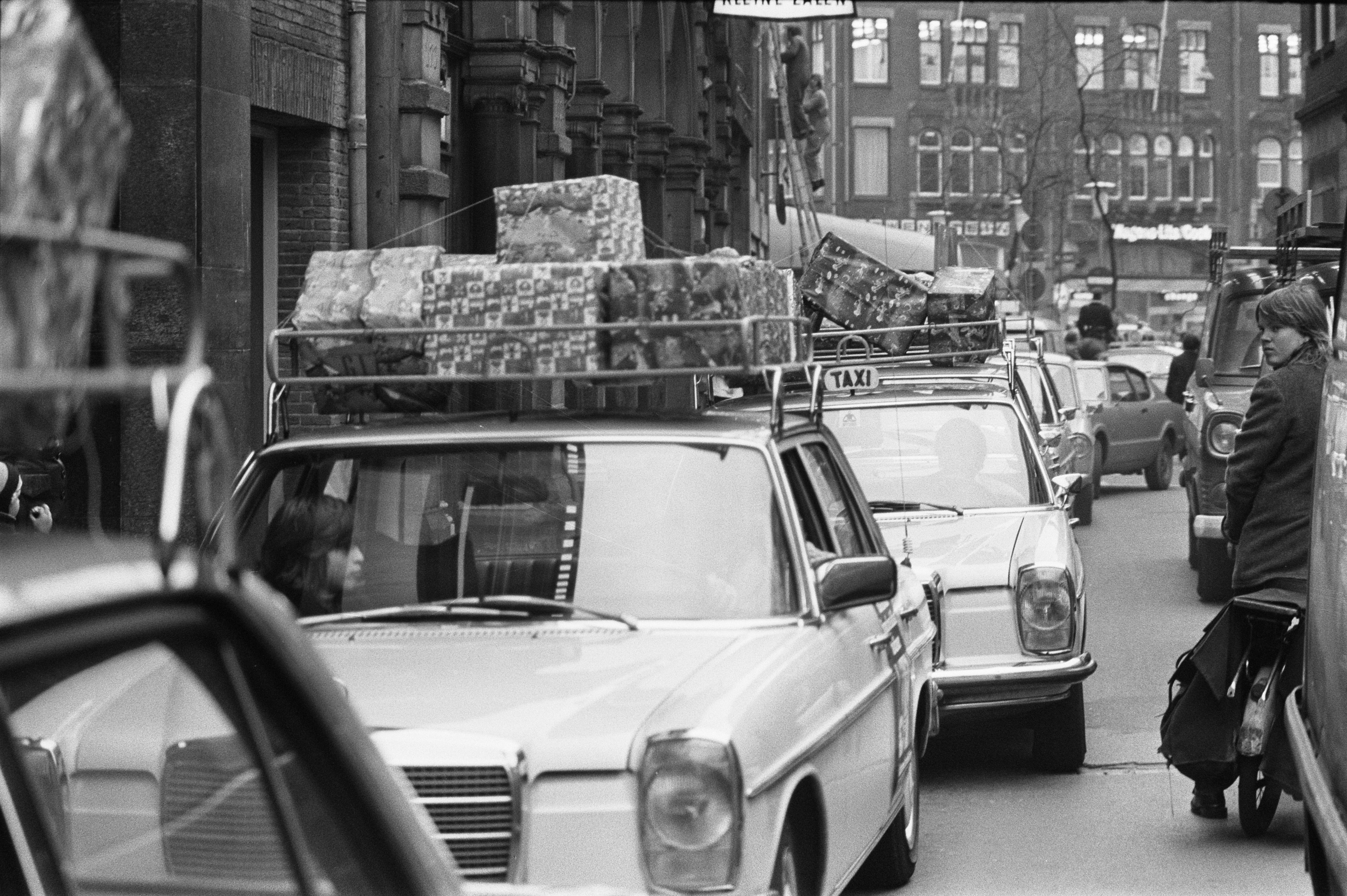
Sinterklaascadeaus worden op de imperials van auto's naar huis vervoerd, 5 december 1974

### Sinterklaasliedjes

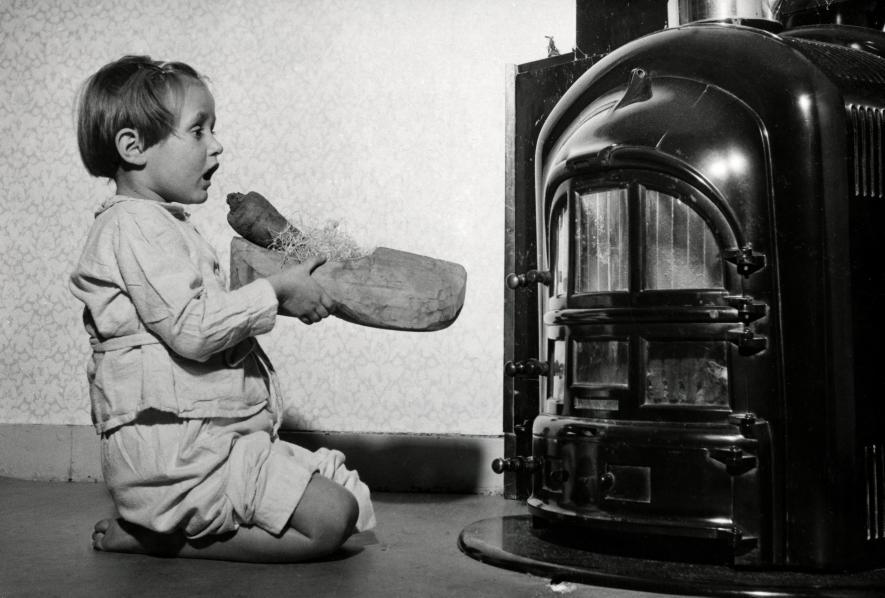
Meisje zingt sinterklaasliedje met klomp voor de kachel, Nationaal Archief, 1959

Sinterklaasliedjes worden gedurende de hele sinterklaastijd gezongen, met name tijdens de aankomst en de intocht van Sinterklaas, bij het zetten van de schoen, tijdens een bezoek van Sint en Piet, en aan het begin van pakjesavond. Het zingen voor Sinterklaas is een van de belangrijkste gewoonten die met dit folkloristische feest verbonden zijn.
De oudste heiligenliederen over Sint-Nicolaas stammen uit de zestiende en zeventiende eeuw. In de zeventiende en achttiende eeuw waren liedjes over de Sint als huwelijksmaker wijdverbreid. In de negentiende eeuw werden er een aantal bestaande volksliedjes over Sinterklaas opgetekend, zoals 'Sinterklaas goed heiligman', 'Sinterklaas kapoentje' en 'Sinterklaasje bonne bonne bonne'. De huidige traditionele sinterklaasliedjes stammen vrijwel geheel uit de tweede helft van de negentiende en de eerste helft van de twintigste eeuw. Het gaat om liedjes van tekstdichters als J.P. Heije ('Zie, de maan schijnt door de bomen'), Jan Schenkman ('Zie, ginds komt de stoomboot / Uit Spanje weer aan') en Katharina Leopold ('O, kom er eens kijken / Wat ik in mijn schoentje vind').

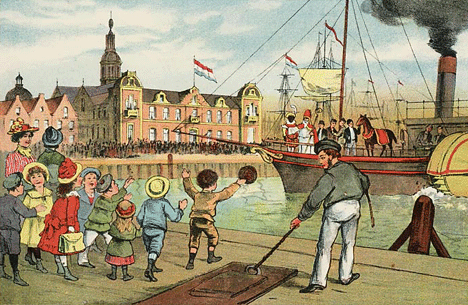
Illustratie bij 'Zie, ginds komt de stoomboot' (Jan Schenkman), 1905
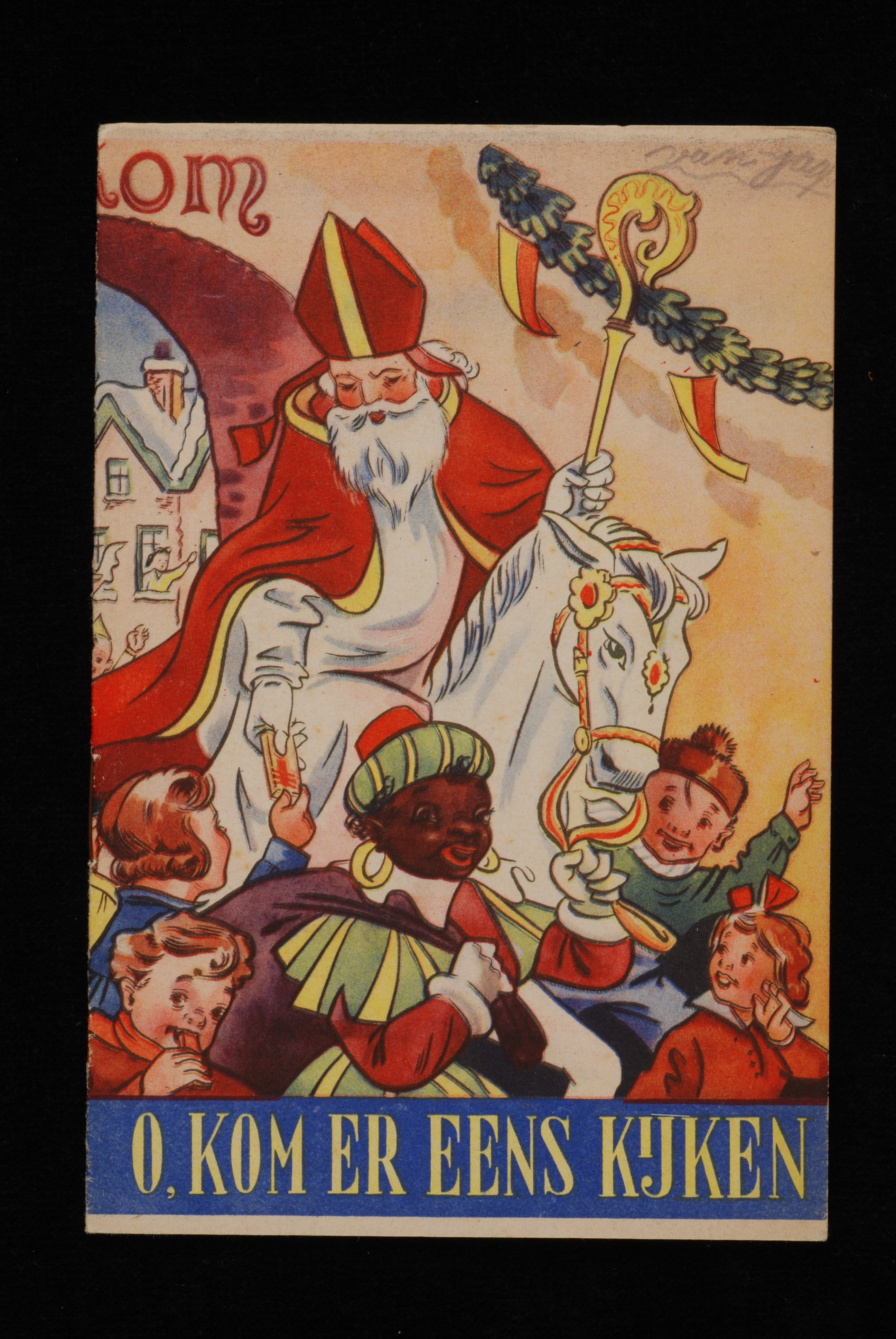
'O, kom er eens kijken', Museum Rotterdam, 1950 - 1960

### Lekkernijen

Koekplank voor het maken van een speculaaspop van Sinterklaas, 18e eeuw

Sinterklaas is een feest met veel zoetigheden en van oudsher ook appels en mandarijnen. Speciaal voor het feest is strooigoed dat op straat wordt uitgedeeld of binnen wordt gestrooid door Zwarte Pieten. Veel zoetigheden zijn typisch voor het sinterklaasfeest:
- kruidnoten
- taaitaai of taaipop
- pepernoten
- speculaaspoppen en speculaas
- chocolademunten
- chocolademuizen en chocoladekikkers
- chocoladeletters
- banketletters (ook: amandelletter of boterletter, zie ook banket)
- borstplaat
- buikman
- marsepein
- schuimpjes (in België ook in de vorm van mariabeeldjes)
- krol of anijskrol
- borsthoning

Bij Sinterklaas wordt soms Bisschopswijn gedronken.

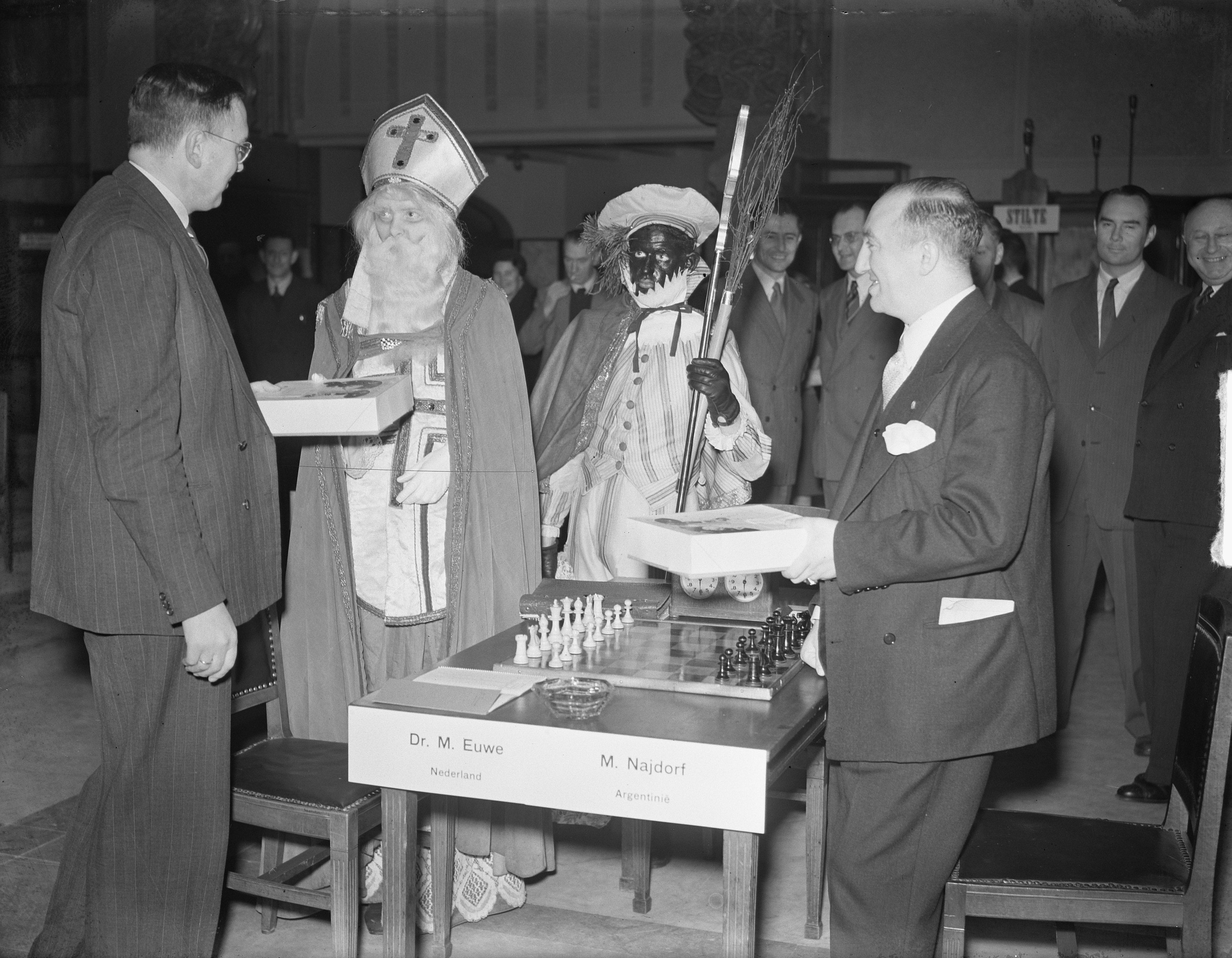
Sinterklaas deelt banketletters uit tijdens een  schaaktoernooi te Amsterdam, 23 november 1950
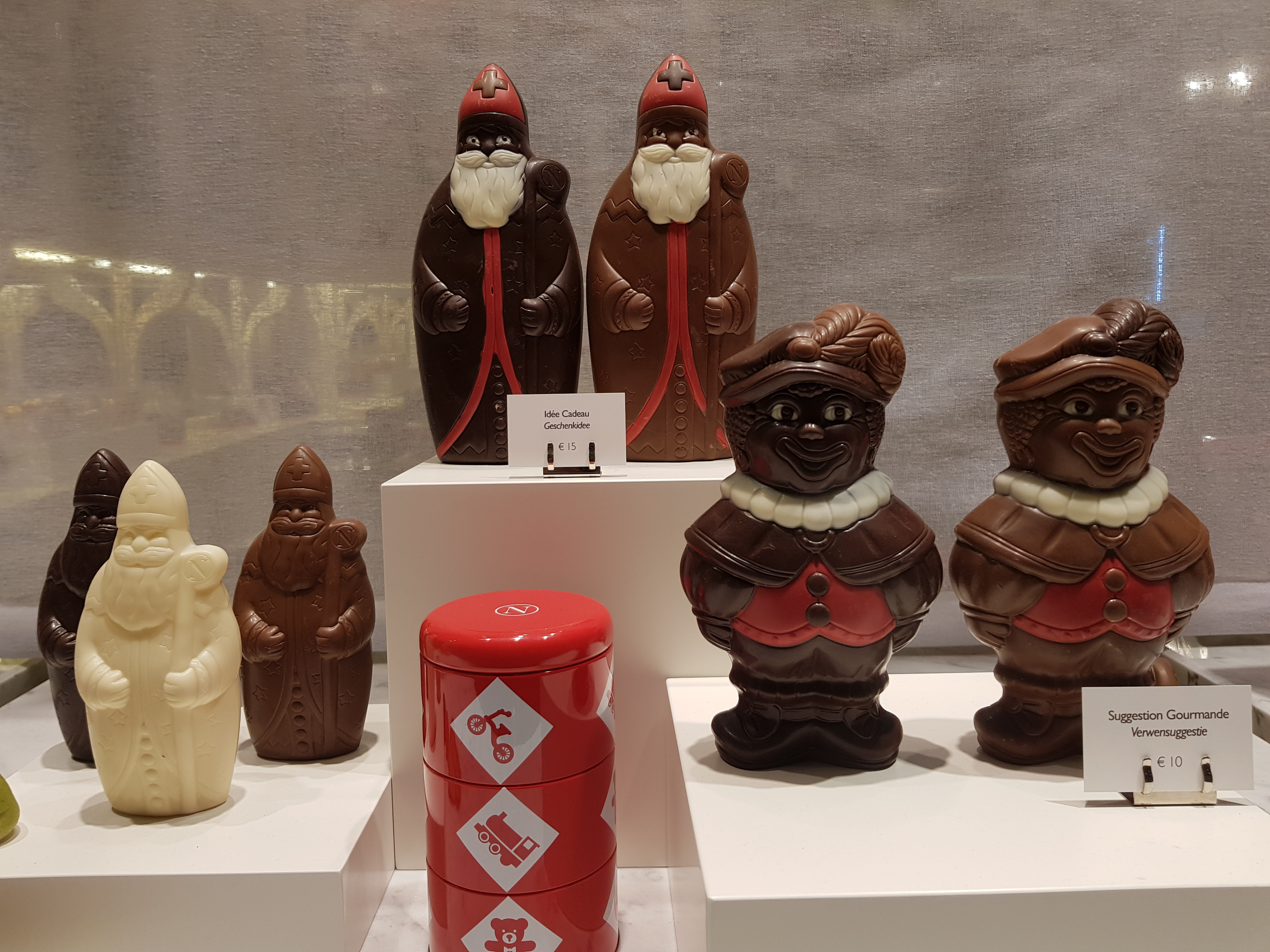
Sinterklaas in chocolade, Brussel, België
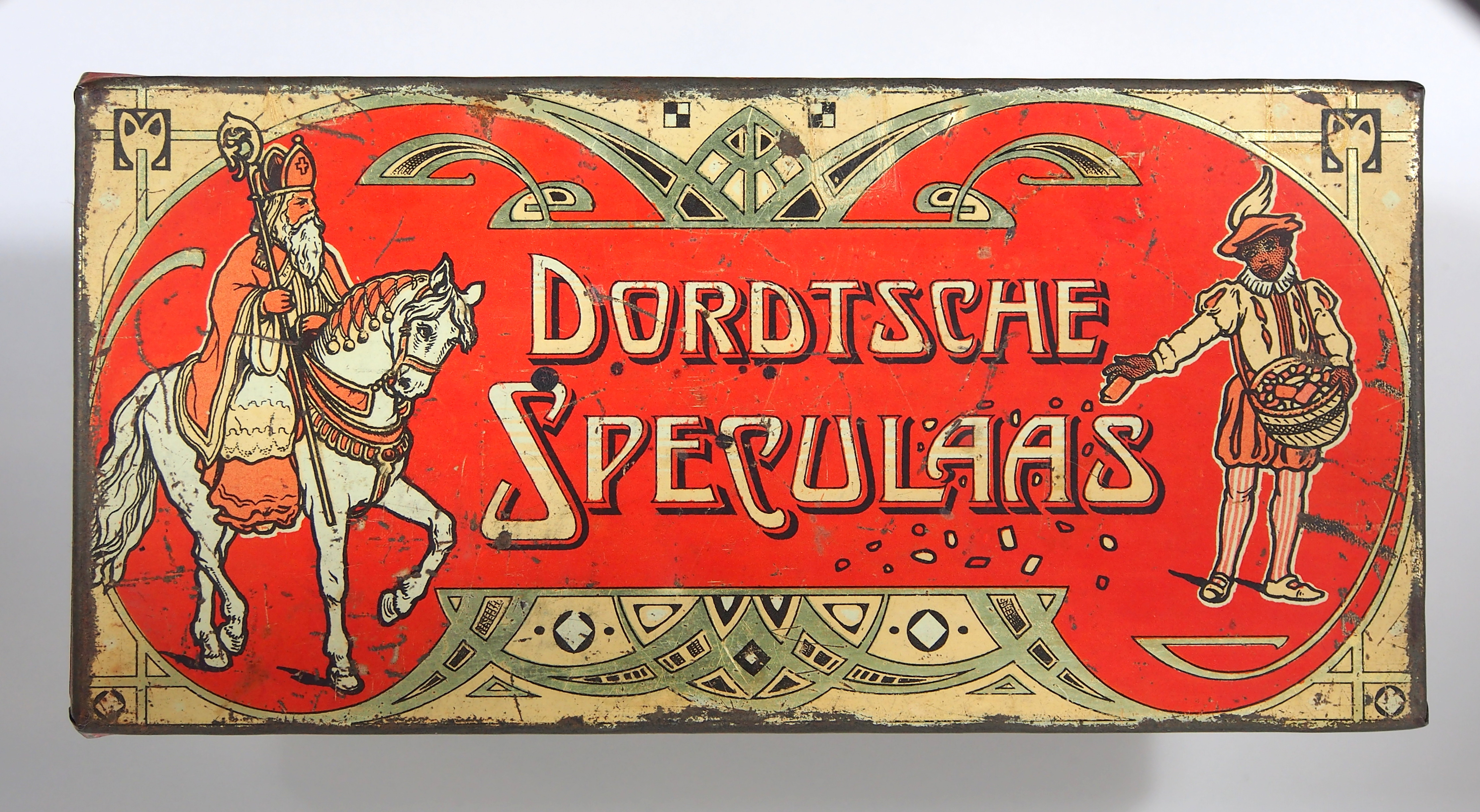
Blik speculaas met Sinterklaas op zijn schimmel en Zwarte Piet deelt strooigoed uit
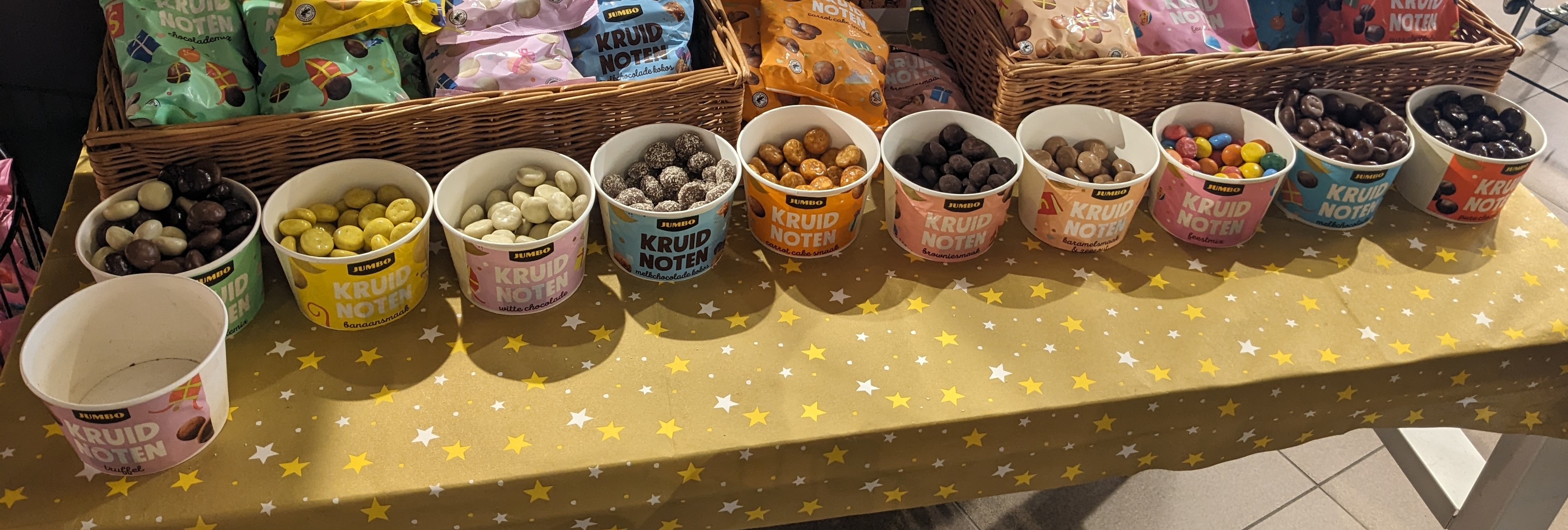
Kruidnoten met allerlei smaken
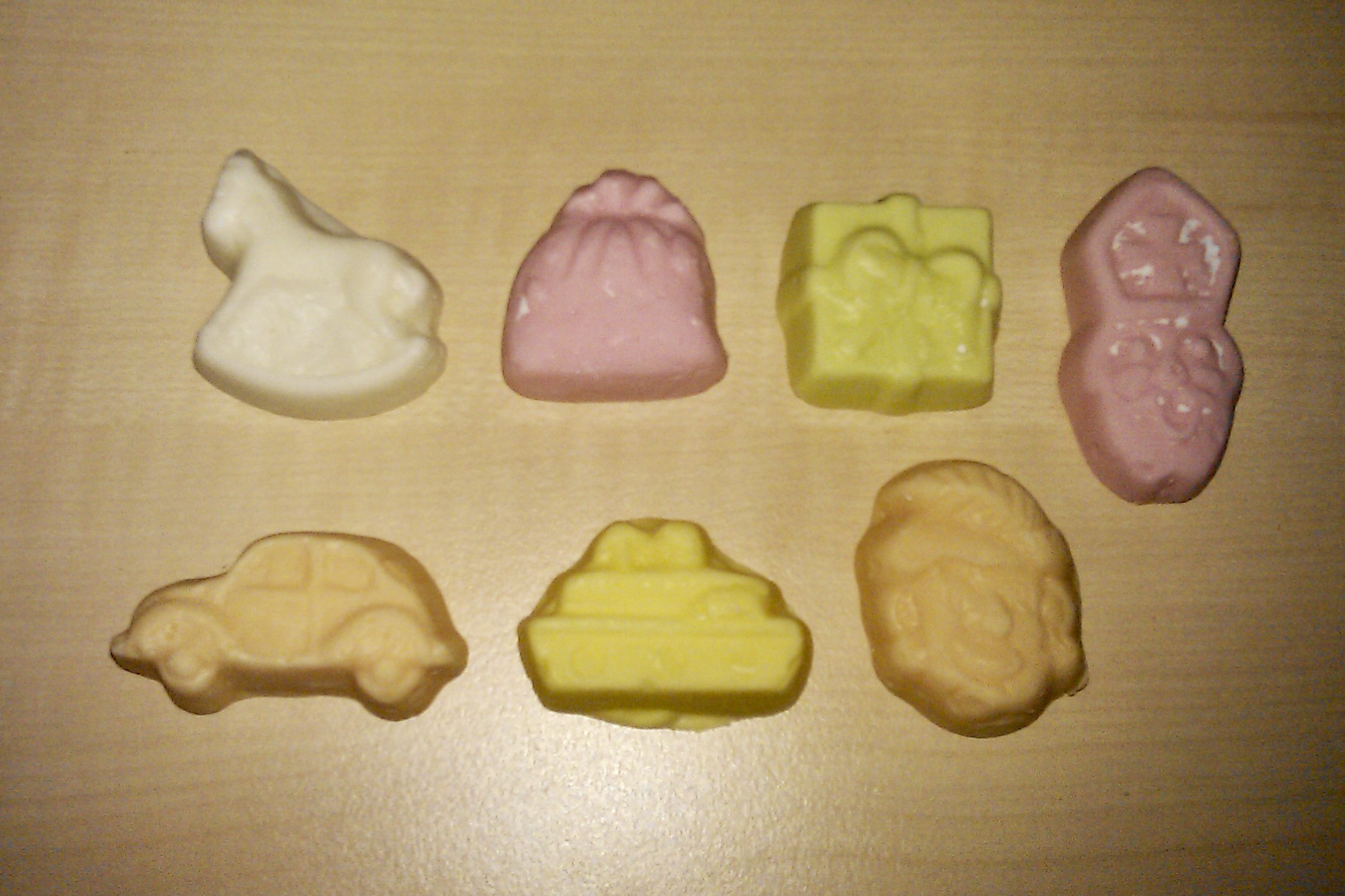
Schuimpjes

## Erfgoedlijst
In november 2007 stelde het Nederlands Centrum voor Volkscultuur (VIE), tegenwoordig bekend als het Kenniscentrum Immaterieel Erfgoed Nederland, voor om van 5 december een nationale feestdag te maken, met als argument dat het sinterklaasfeest het meest populaire volksfeest van Nederland was. In 2013 werd het Nederlandse sinterklaasfeest ingediend bij het Nederlands Centrum voor Volkscultuur en Immaterieel Erfgoed. Dit centrum moest het feest goedkeuren, zodat het geplaatst kon worden op de Inventaris Immaterieel Cultureel Erfgoed Nederland. Het sinterklaasfeest was al eerder op de Belgische nationale inventaris geplaatst. Op 15 januari 2015 plaatste het Nederlands Centrum voor Volkscultuur en Immaterieel Erfgoed het sinterklaasfeest, met de figuren Sinterklaas en Zwarte Piet, op de inventarisatielijst. Zij deden dit op voordracht van Stichting Sint en Pietengilde.

## Regionale varianten
Het sinterklaasfeest wordt in vrijwel geheel België en Nederland gevierd. In de Nedersaksische dialecten van Noordoost-Nederland wordt Sinterklaas Sunterklaos, Sunderklaos of Sunneklaos genoemd, zoals in het aangrenzende Noord-Duitsland. In het Limburgs heet hij Sinterklaos.
In Grouw (Grou) in Friesland viert men op 21 februari Sint Piter. De broers Joost Hiddes Halbertsma en Eeltje Halbertsma (bekende volksschrijvers uit de 19e eeuw) beschrijven het feest, waarbij Sint Piter een zijden doek om het gezicht draagt en krakelingen uit Hamburg, koek, speelgoed en appels aan de kleding genaaid heeft. Hij vraagt of er stoute kinderen zijn, die meegenomen worden in de zak (zie ook man met de zak) en strooit met pepernoten
als hij vertrekt. E. Halbertsma vermeldt dat in zijn jeugd tijdens Sint Pieter snoep werd uitgedeeld aan jongeren die met rommelende kettingen (of iets anders) lawaai maakten bij de deuren van huizen.
In Deventer was het tot en met 2010 traditie dat de intocht van Sinterklaas op 5 december plaatsvond. Sint-Maarten wordt soms bijgestaan door een Zwarte Piet, zoals in Venlo en in de streek rond Veurne en Ieper, zie ook overlapping met sinterklaasfeest
In het noorden van Italië wordt in sommige streken het Luciafeest gevierd met raakvlakken met het sinterklaasfeest.

### Waddengebied

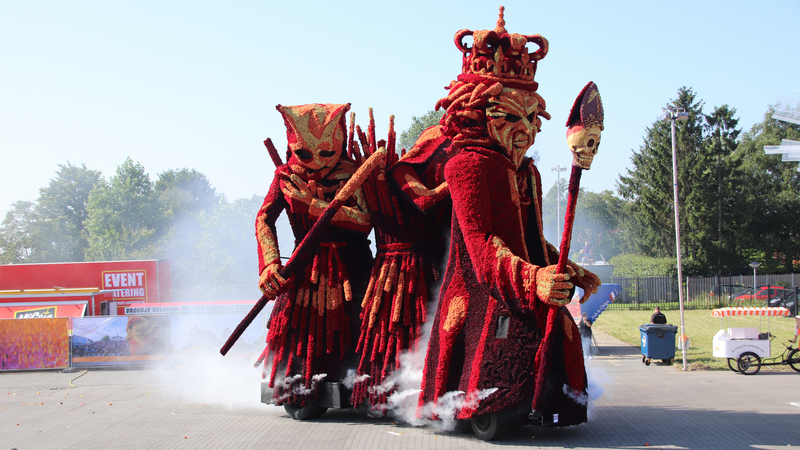
Sunderum op het bloemencorso van Zundert in 2021

Op de Waddeneilanden wordt het sinterklaasfeest vanouds op een andere manier gevierd. Hier kent men rond 5 december Sunterklaas of Sunneklaas. In de straten lopen de mannen gemaskerd en verkleed als 'Sunneklazen', 'Klaasomes', 'Sunderums' of 'Sunterklazen' rond. Vrouwen en kinderen moeten binnenshuis blijven. Wie buiten komt krijgt 'slaag'. De uitdaging is, om toch buiten te lopen en de mannen te ontwijken. Op Ameland zijn de baanvegers, Oude Sinterklazen en omes bekend. Op Terschelling vegen de streetfegers de straten leeg voordat de Sunderums (Sintheer-omes) de huizen bezoeken. Op Schiermonnikoog wordt Klozum (Klaasoom) gevierd, hier doen ook vrouwen mee aan de maskerade. Op Texel wordt, precies een week na het sinterklaasfeest, het feest Ouwe Sunderklaas gehouden. Verkleed en gemaskerd voeren de dorpsbewoners op straat toneelstukjes op, waarin gebeurtenissen van het achterliggende jaar op de hak worden genomen. Volgens achterhaalde theorieën uit de 19e en 20e eeuw ging het om een heidens feest, bedoeld om de boze geesten te verjagen. Het gebruik stamt waarschijnlijk eerder uit de 17e en 18e eeuw, toen een groot deel van de mannelijke bevolking van het vroege voorjaar tot laat in de herfst werkzaam was op de Hollandse vloot of als walvisvaarders. Het sinterklaasfeest markeert hun thuiskomst. Het feest was tevens bekend in Zoutkamp, vermoedelijk ook in Harlingen en op de Duitse Waddeneilanden.
In het door Nederlandse emigranten gestichte stadje Friedrichstadt in Sleeswijk-Holstein werd het feest tot in de 19e eeuw gevierd. Typerend was het verloten van speculaas, dat ook uit de Zaanstreek en Oost-Friesland bekend is.
Op de Duitse Waddeneilanden kende men tot in de 19e eeuw gemaskerde gestalten zoals op de Nederlandse Wadden, bijvoorbeeld de Klaasohms op Borkum en soortgelijke gebruiken op Helgoland. In Noord-Friesland kende men het Hulken op het eiland Amrum en het Rummelpottlaufen, zich verkleden en maskers dragen op Sylt en Föhr, maar dan in de tijd rond kerst en Nieuwjaar. Op Wangerooge was Sunnerklaus een verklede en gemaskerde persoon, die kleine kinderen op kerstavond schrik aanjoeg.

### Midden-Friesland
In Midden-Friesland wordt het 'Sinte Klaze-jeijen' genoemd. Eén lange witte figuur met masker en een kleinere figuur met een zwart gemaakt gezicht en met zak en roe, gingen langs de huizen en vroeg of er stoute kinderen waren. Na het strooien van wat pepernoten kregen zij dan een kleine vergoeding.

### Duitse grensstreek

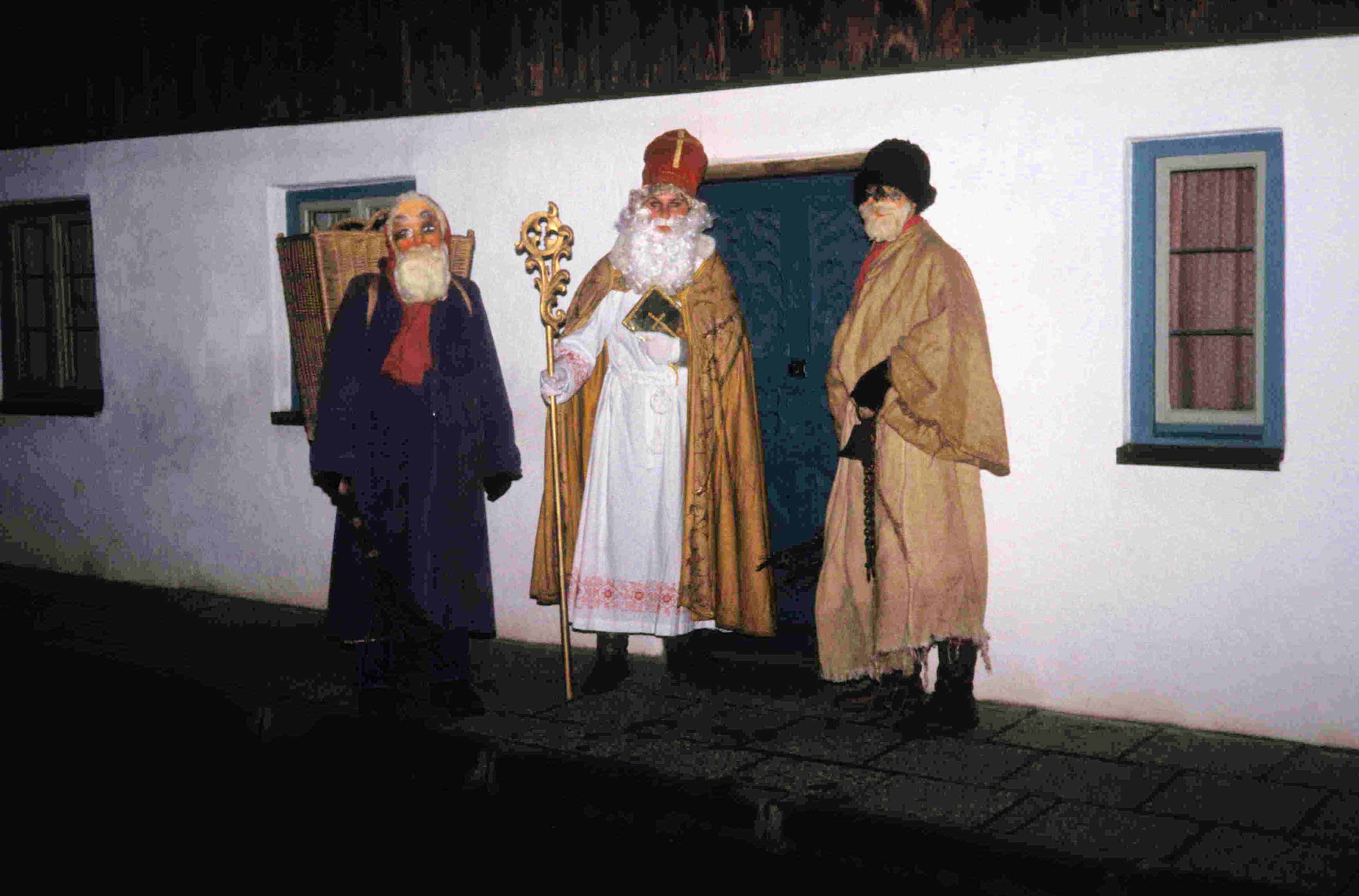
Knecht Ruprecht, Nikolaus en Krampus, 1986

In de grensgebieden wordt op sommige plekken ook het sinterklaasfeest gevierd. In de Duitse stad Bremen, die vanwege het gereformeerd protestantisme oude banden met Nederland heeft, vieren de kinderen op 6 december het feest van Sünnerklaas. Een Zwarte Piet of Sinterklaas is hier echter niet bij. De kinderen lopen van winkel tot winkel, waarbij ze liedjes zingen en rijmpjes opzeggen. Daarvoor krijgen ze cadeautjes. Vroeger waren deze liedjes in het Nederduits, maar sinds de jaren zestig van de 20e eeuw verdween deze traditie en zongen ze voortaan in het Hoogduits.
Ook in de gereformeerd-protestantse delen van Oost-Friesland wordt het kinderfeest gevierd; in Emden en Greetsiel komen de Sint en zijn Pieten per boot aan. In het aan Nederland grenzende Rheiderland richten de bakkers speciale etalages met snoepgoed in, een gebruik dat aan Nederlandse kant van de grens is verdwenen. In het vanouds Friestalige en katholieke Saterland wordt de Sint vergezeld door engelen. Vroeger werd het sinterklaasfeest ook gevierd in het lutherse Jeverland, in Butjadingen en op Helgoland, en verder in de katholieke districten Vechta en Cloppenburg.
In de Duitse gemeente Blomberg is Sinterklaas sinds 1965 een begrip. Deze zogenaamde Blombergse Sinterklaas is overgewaaid uit Nederland.
In Duitsland bestaat de traditie van het zetten van de schoen ook. Hier komen echter geen cadeautjes in voor Sinterklaas, maar er wordt op gelet of de schoenen wel mooi gepoetst zijn. Ook verschijnt Sinterklaas soms met ezel of paardenkoets op kerstmarkten, waar hij cadeautjes uitdeelt.

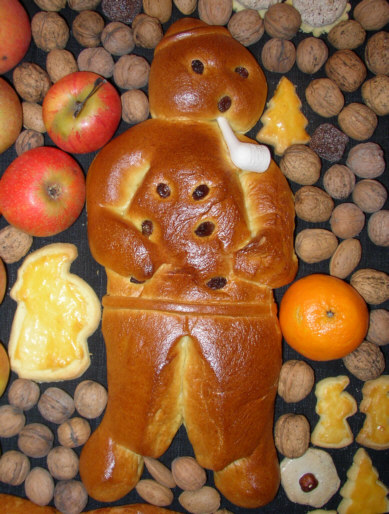
Baselmann, Griitibänz, Grettimaa, Elgermaa of Weckmann (Buikman) uit de zak van Nigelaüs alias Sammichlaus in Duitsland
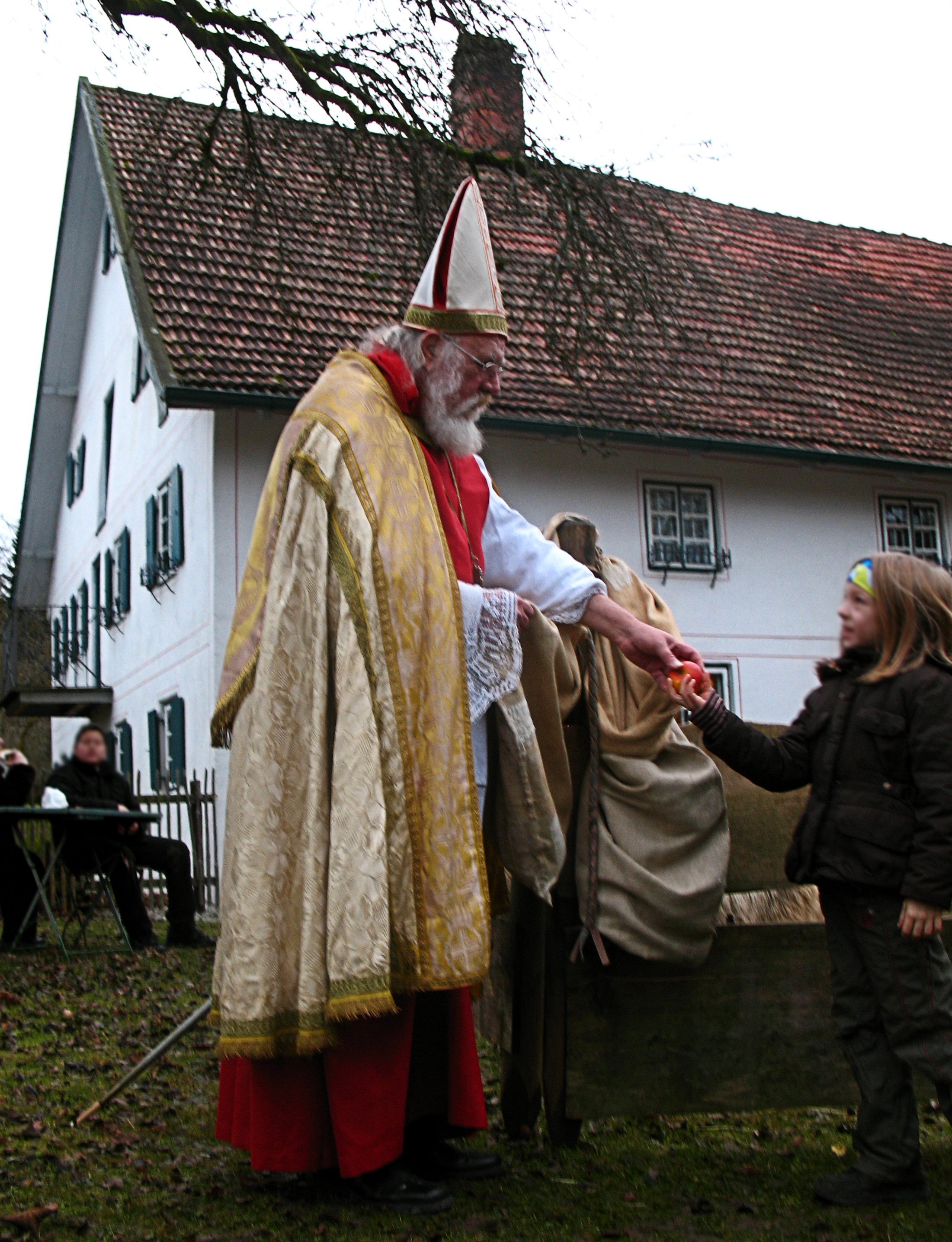
Nikolaus deelt appels uit in Bauernhofmuseum Jexhof, Duitsland
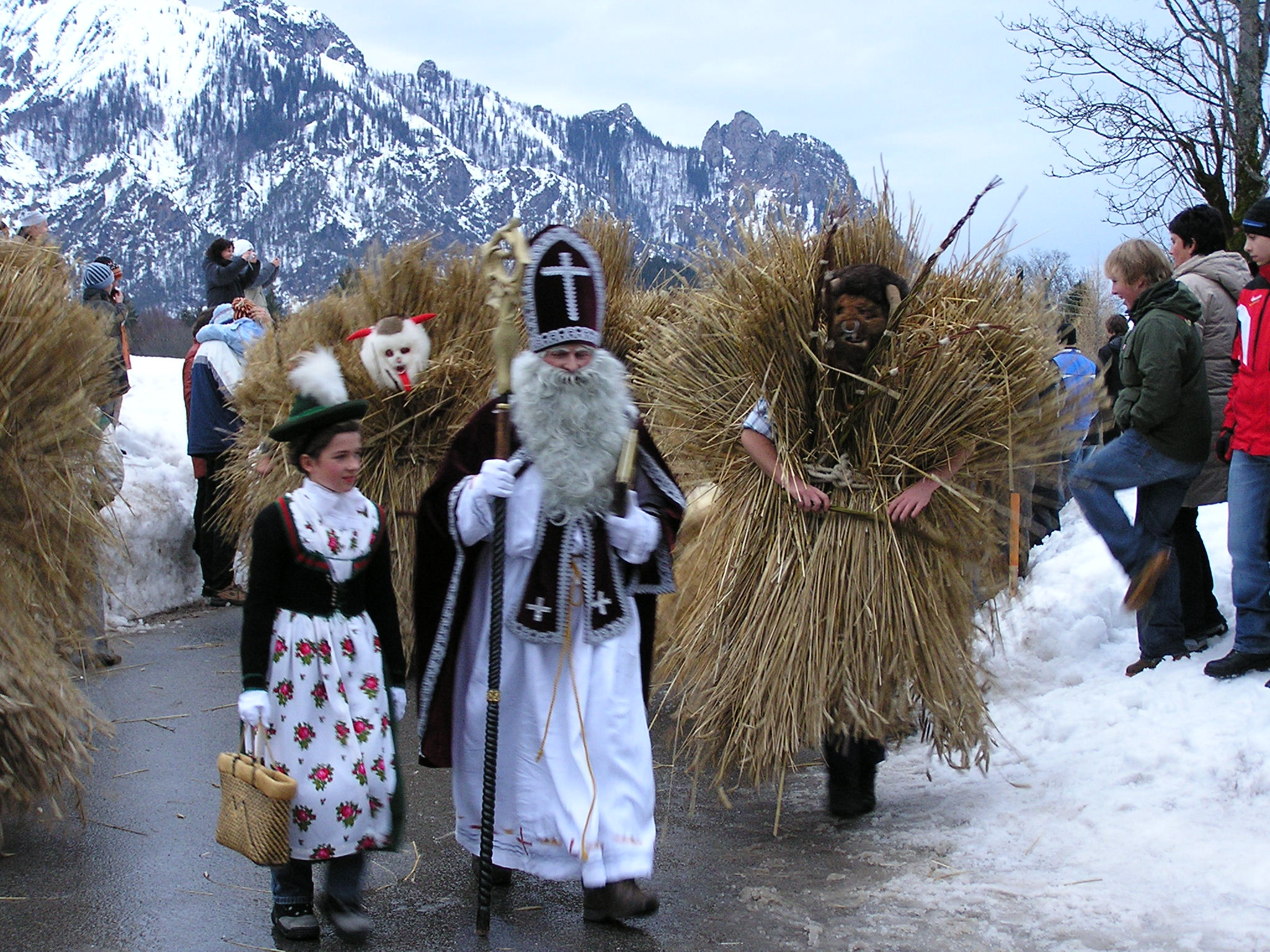
De heilige Nikolaus, het Nikoloweibl en de Buttnmandl in het Berchtesgadener Land (zuidoost Beieren)
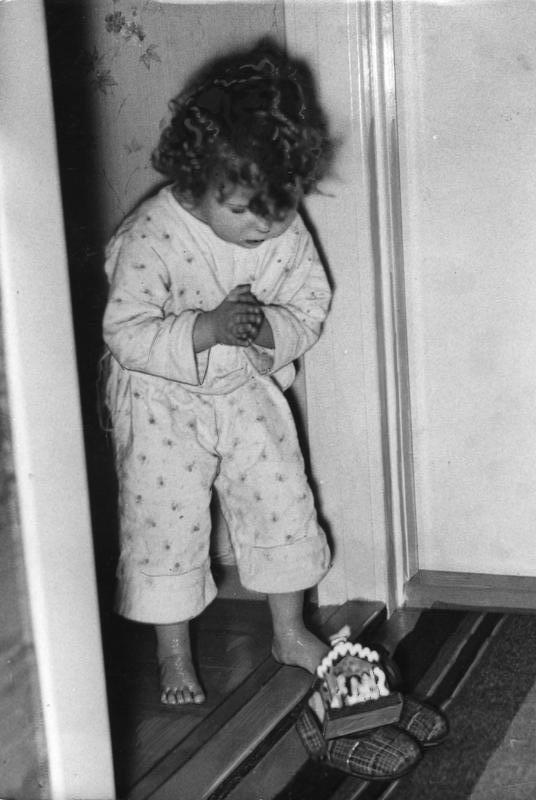
Een Duits jongetje vindt een cadeautje op zijn schoenen voor de slaapkamerdeur, 1940

### Luxemburg

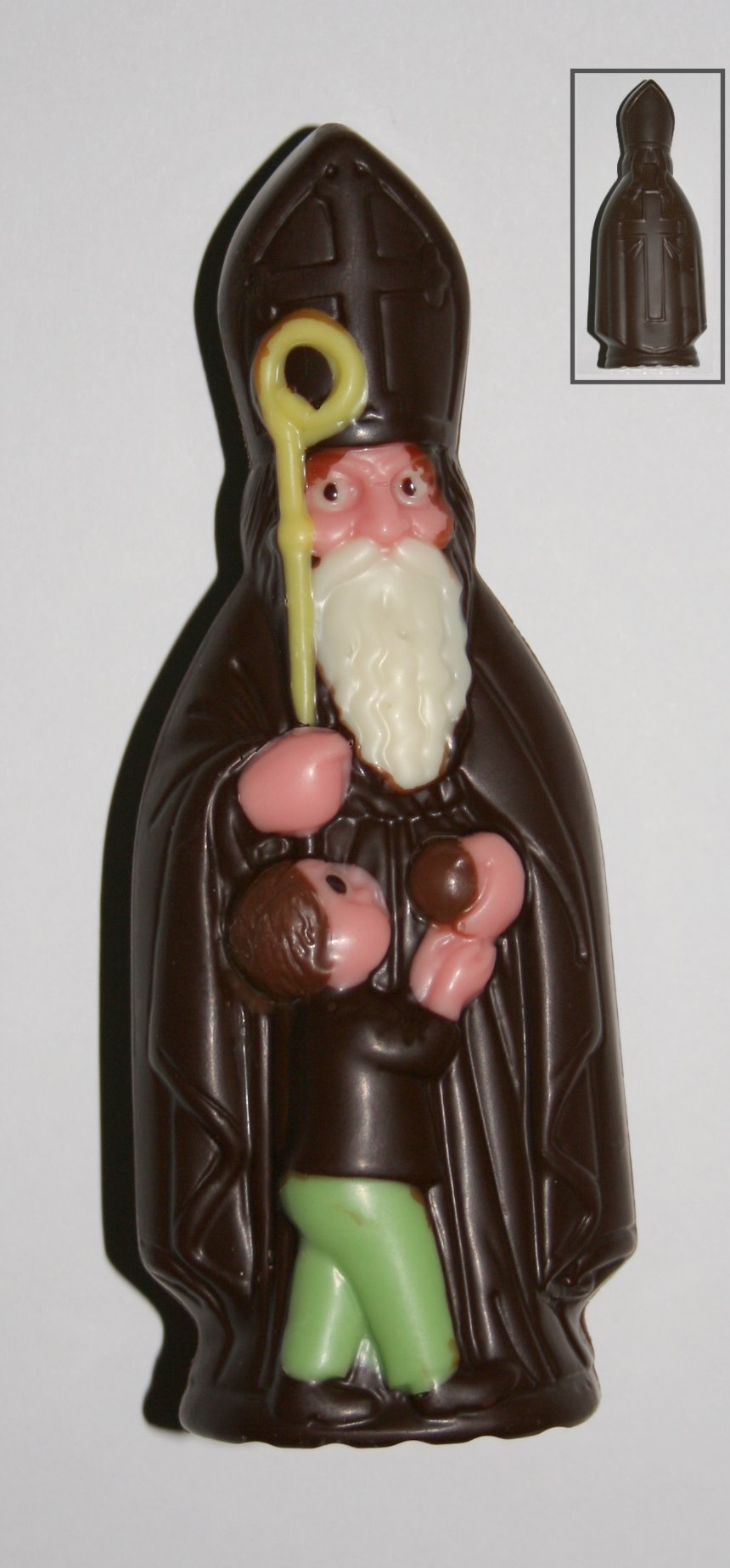
Kleeschen van chocolade in Luxemburg

Voor de Luxemburgse kinderen komt Sinterklaas, daar Kleeschen, Zinniklos of Niklos genoemd, ‘uit de hemel’ en niet met de boot uit Spanje zoals in Nederland. Aan de vooravond van de feestdag op 6 december trekt Kleeschen met zijn donkere metgezel door de dorpen en bezoekt de kinderen. Basisschoolkinderen hebben op 6 december vrij. Voordat de kinderen naar bed gaan, zetten ze een mand, een bord of een schoen voor de deur. In vroeger tijden legden ze er ook een bos hooi naast, voor de ezel van de goedheiligman.
Sinds 2019 staat Niklosdag op de lijst van immaterieel cultureel erfgoed van UNESCO. Edmond de la Fontaine beschreef in Luxemburger Sitten und Bräuche: degene die de Höséker (Houseker) gaat uitvoeren, vouwt een linnen doek op, legt er een paardenschedel op en probeert zo goed mogelijk een wit paard voor te stellen. Naast de Höséker loopt in bisschoppelijk ornaat, een bel in de hand, de heilige Nicolaas. De Höséker heeft soms een specifieke naam, zoals Ruppert, Schwaeren, Pelzebock of Hans Muff.
Een Luxemburgs sinterklaaslied gaat als volgt:
Kanner, loosst mer lëschteg sinn
Kanner, loosst mer lëschteg sen,
 Well de Kleesche kënnt geschwënn:
 Kleesche, Kleesche, léiwen Zinniklos,
 Deen s du d'Kanner gären hues,
 Héier ons hell'gen Niklos!

### Zwitserland

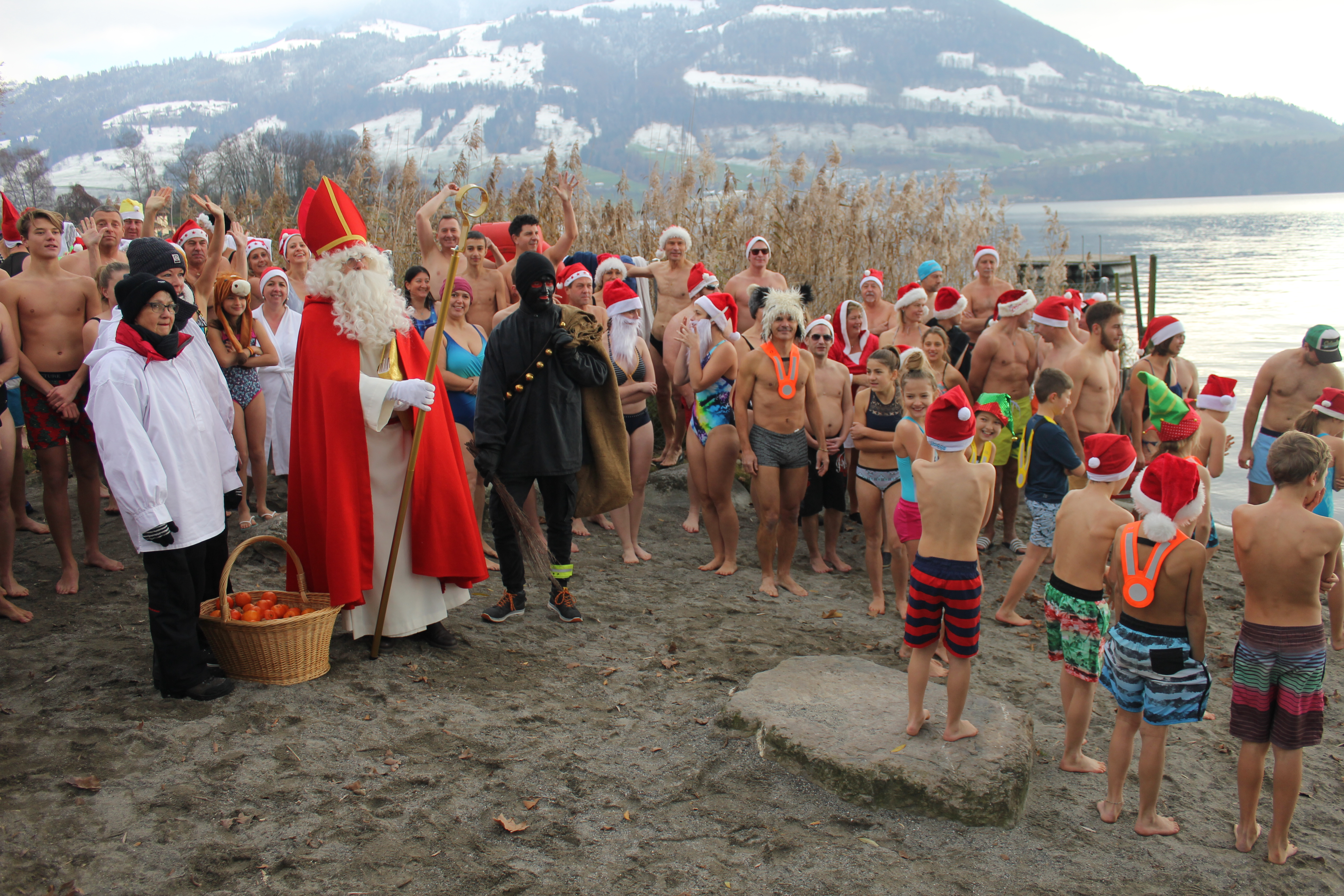
Samichlaus en Schmutzli bij het Samichlausschwimmen bij de Vierwaldstättersee in Zwitserland, 2017

In Zwitserland wordt Sinterklaas begeleid kinderen naar het 'Klausjagen'. Dit is een processie met ca. 1500 deelnemers in Küssnacht. De oorsprong is een gekerstende  heidense traditie, waarbij veel lawaai werd gemaakt, die in 1732 werd verboden.
Een andere Zwiterse traditie rondom Sinterklaas is het 'Samichlausschwimmen ', wat te vergelijken is met de nieuwjaarsduik.

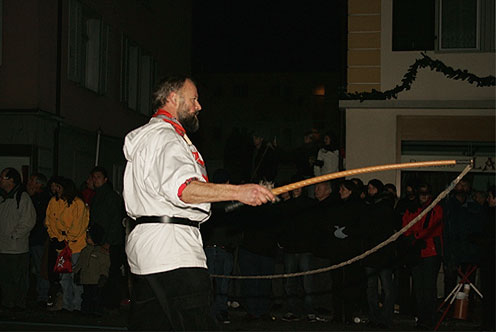
Man met 'Geisselchlepfer' (gezelzweep)
- Het geluid van de 'Geisselchlepfer' (gezelzweep)
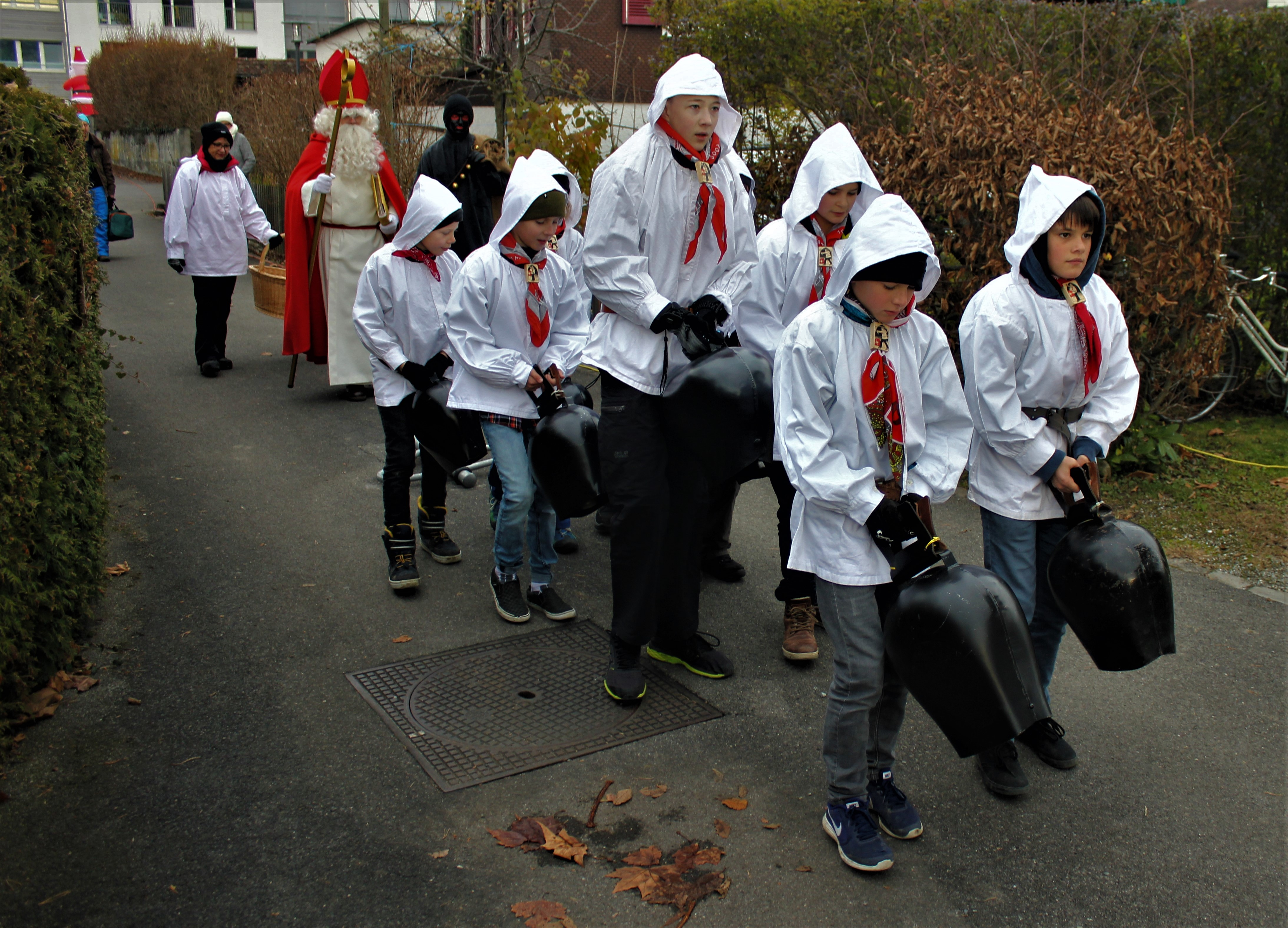
Enkele jongeren met 'trychlers' (bellen) begeleiden Sinterklaas en zijn metgezel naar Klausjagen in Merlischachen, 2017
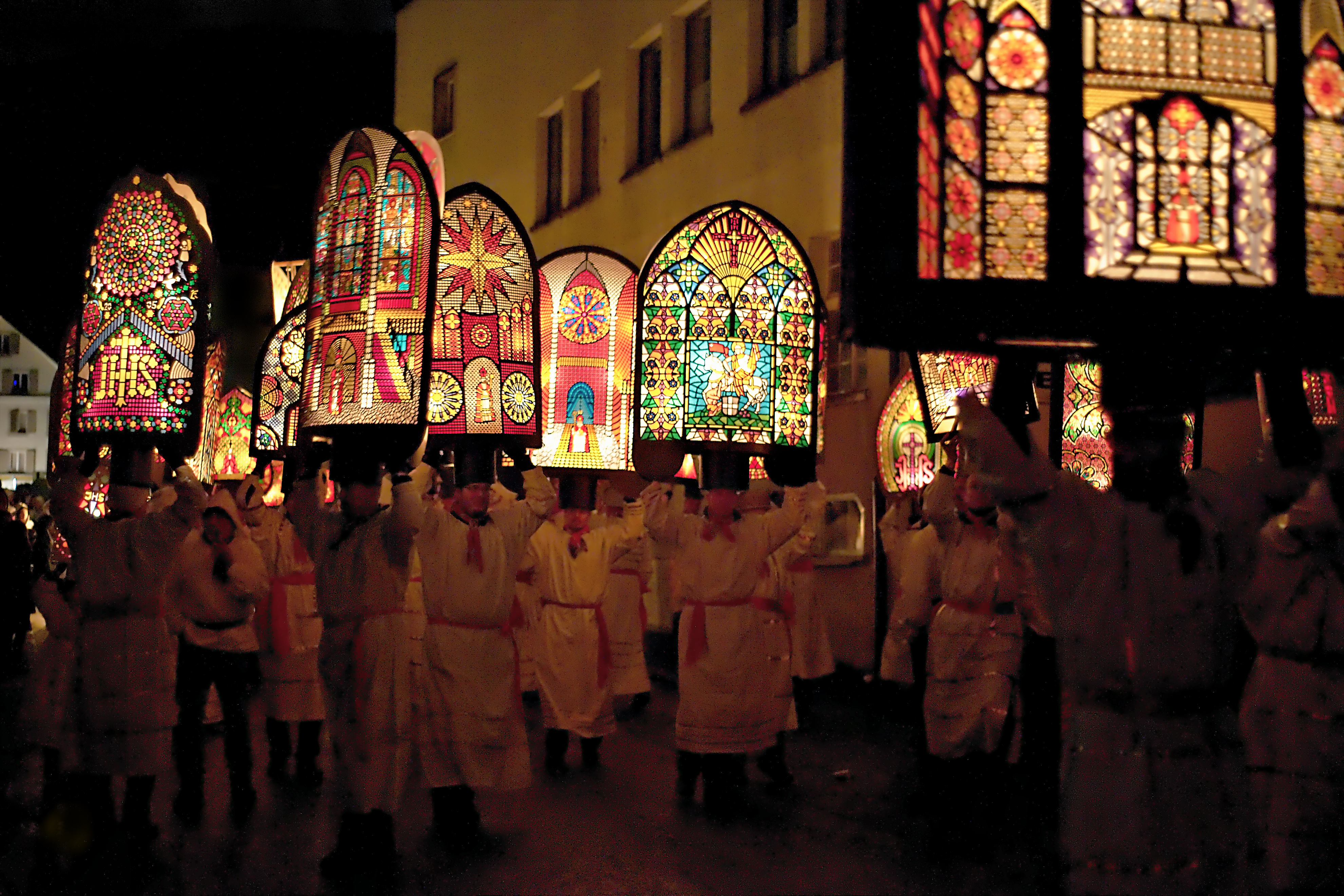
De mannen dragen Iffelen (ookwel Infuln) die een kruising zijn tussen een mijter en een verlicht kerkraam, 5 december 2011
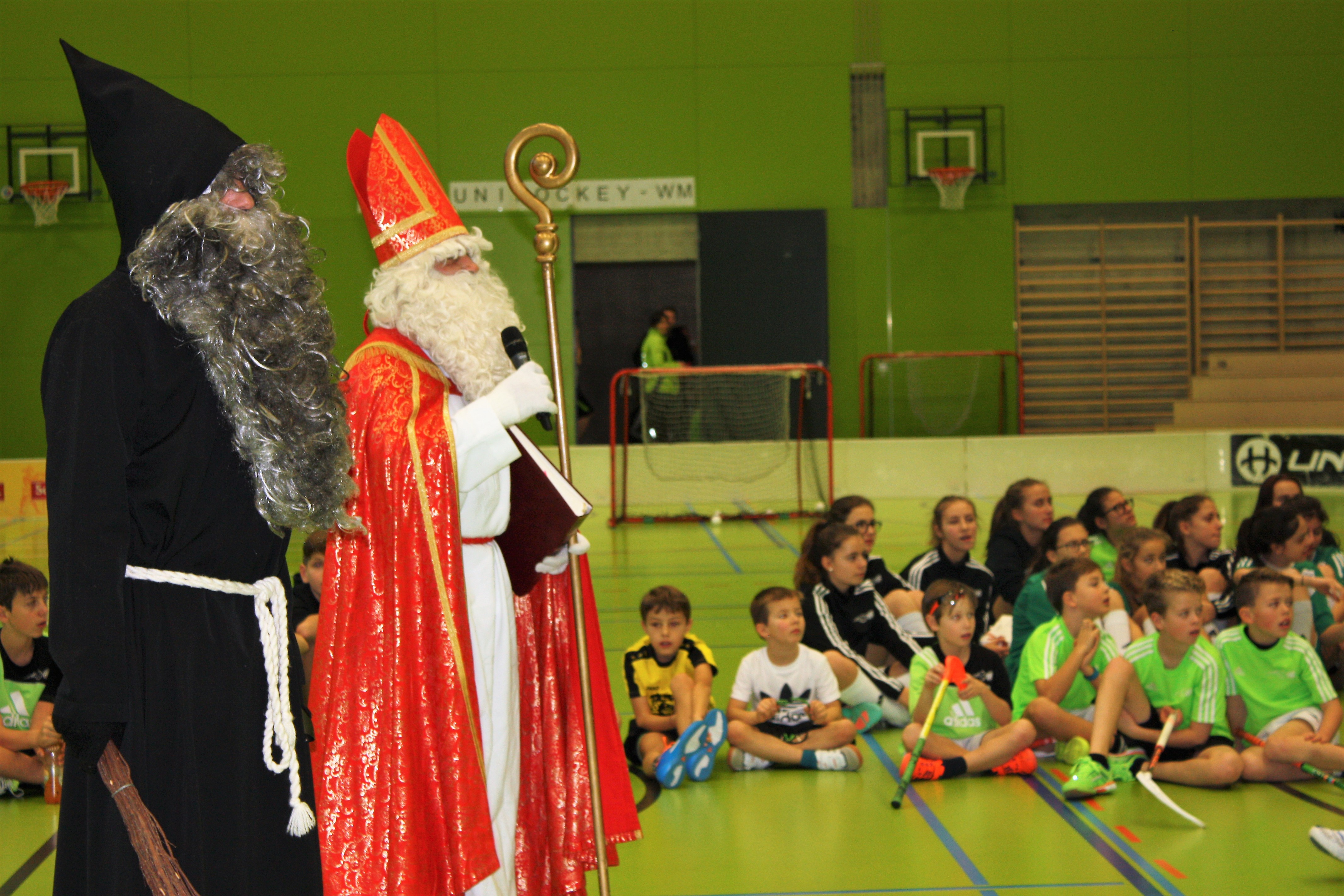
Sinterklaasviering in Zwitserland, december 2016

### Elders

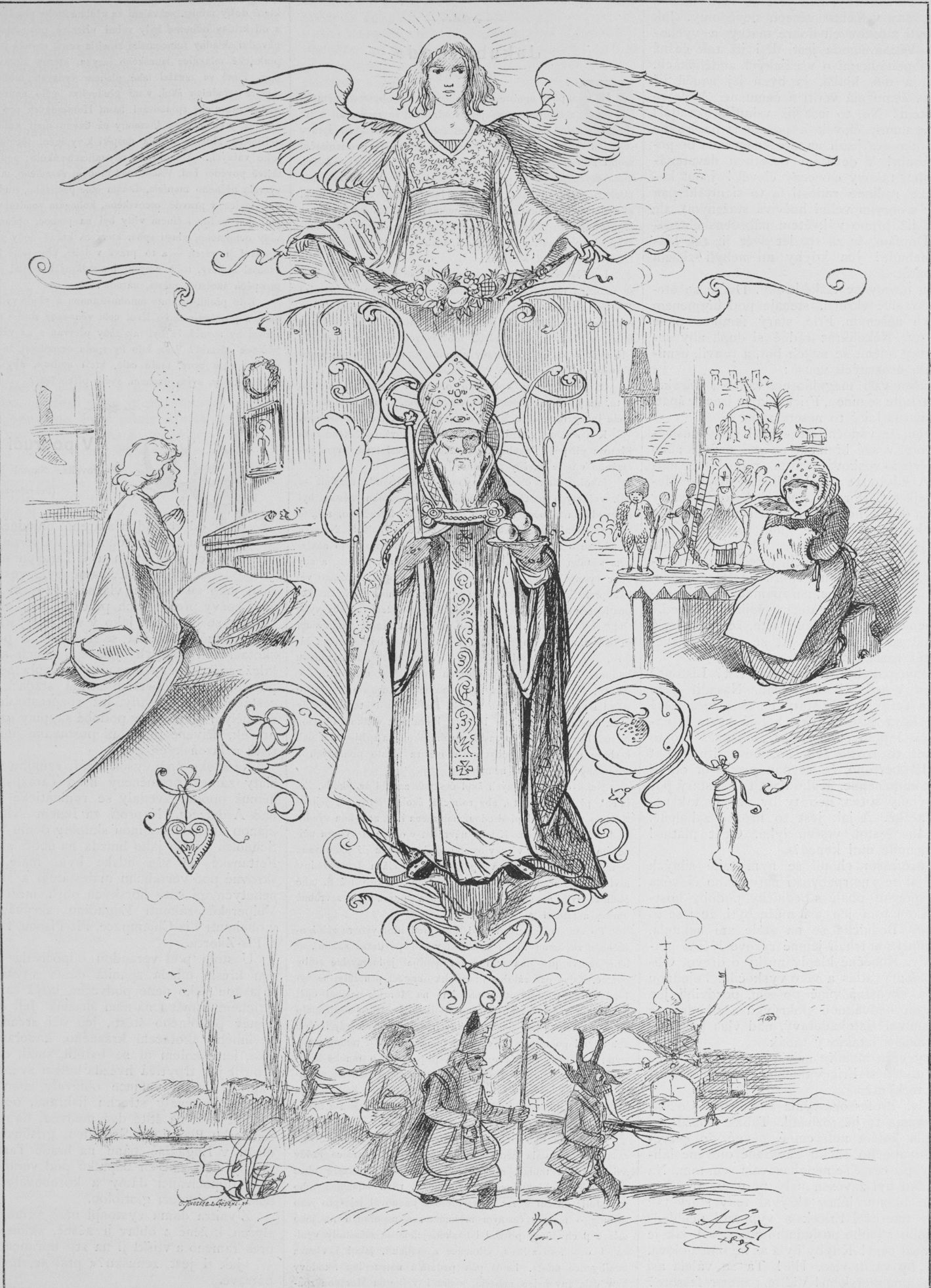
Traditionele Sinterklaasviering in Bohemen, 1885

Hoewel in de loop der eeuwen veel Nederlanders naar Zuid-Afrika zijn geëmigreerd, is het sinterklaasfeest er niet in de cultuur ingebed geraakt. Incidenteel wordt het wel gevierd, maar voor een duiding van het feest wordt naar de Nederlandse traditie gewezen.
De Amerikaanse Santa Claus is gebaseerd op Sinterklaas en de Engelse Father Christmas.

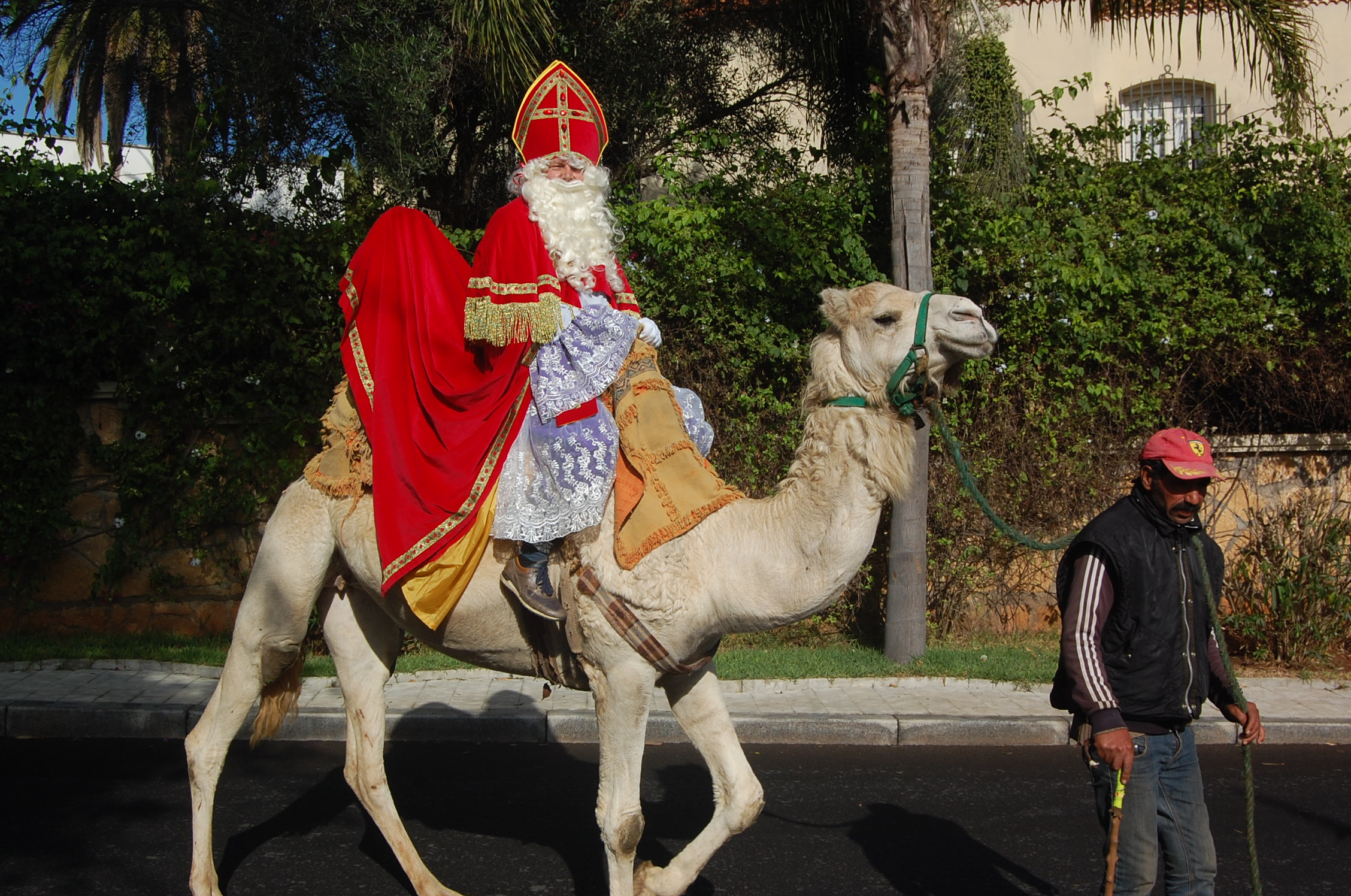
Sinterklaas komt aan op een kameel in Marokko, 2019
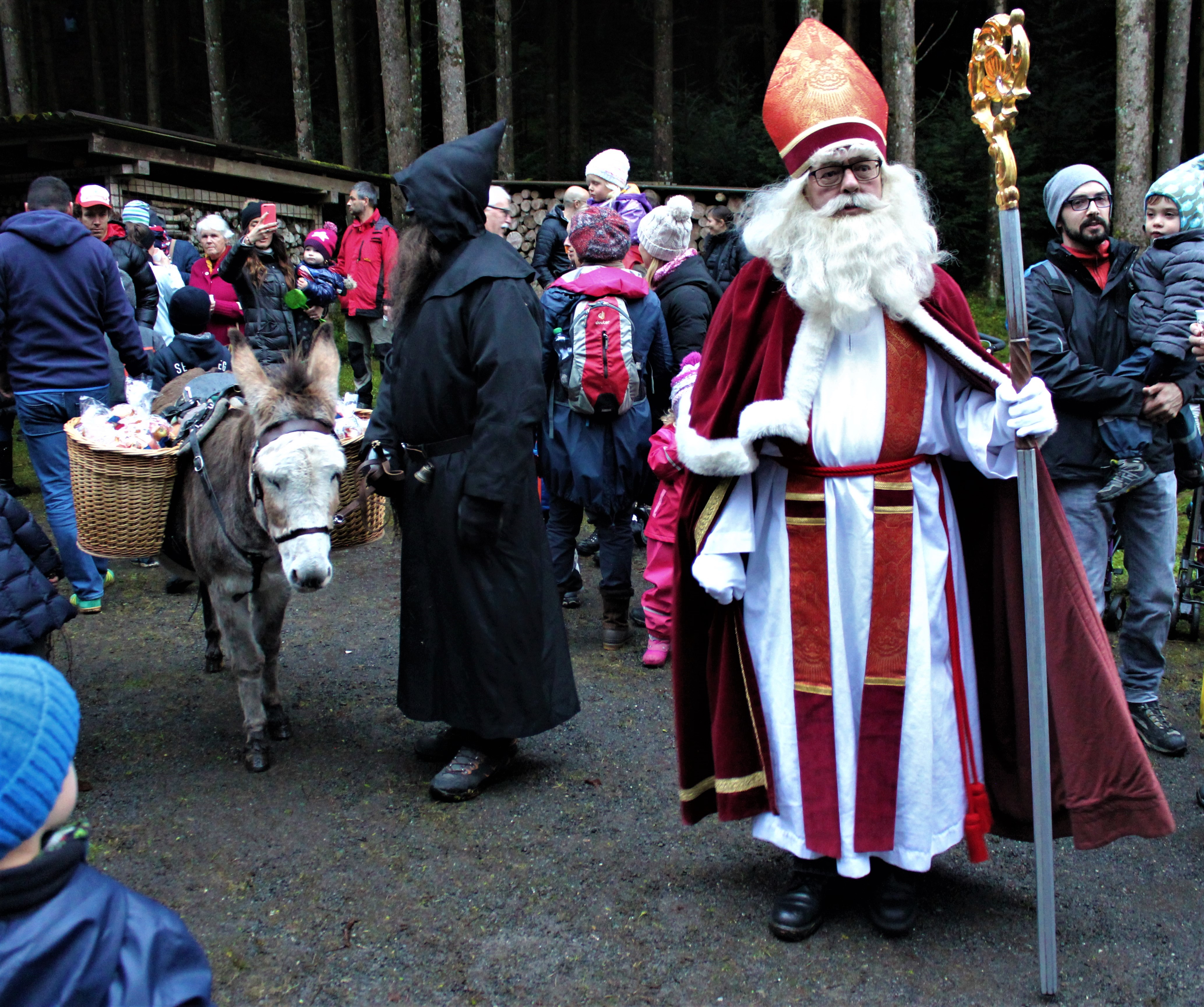
Samichlaus, der Schmutzli en hun ezel worden door kinderen opgehaald bij een boshut en naar het dorp begeleid tijdens het Klausjagen in Küssnacht (Zwitserland)
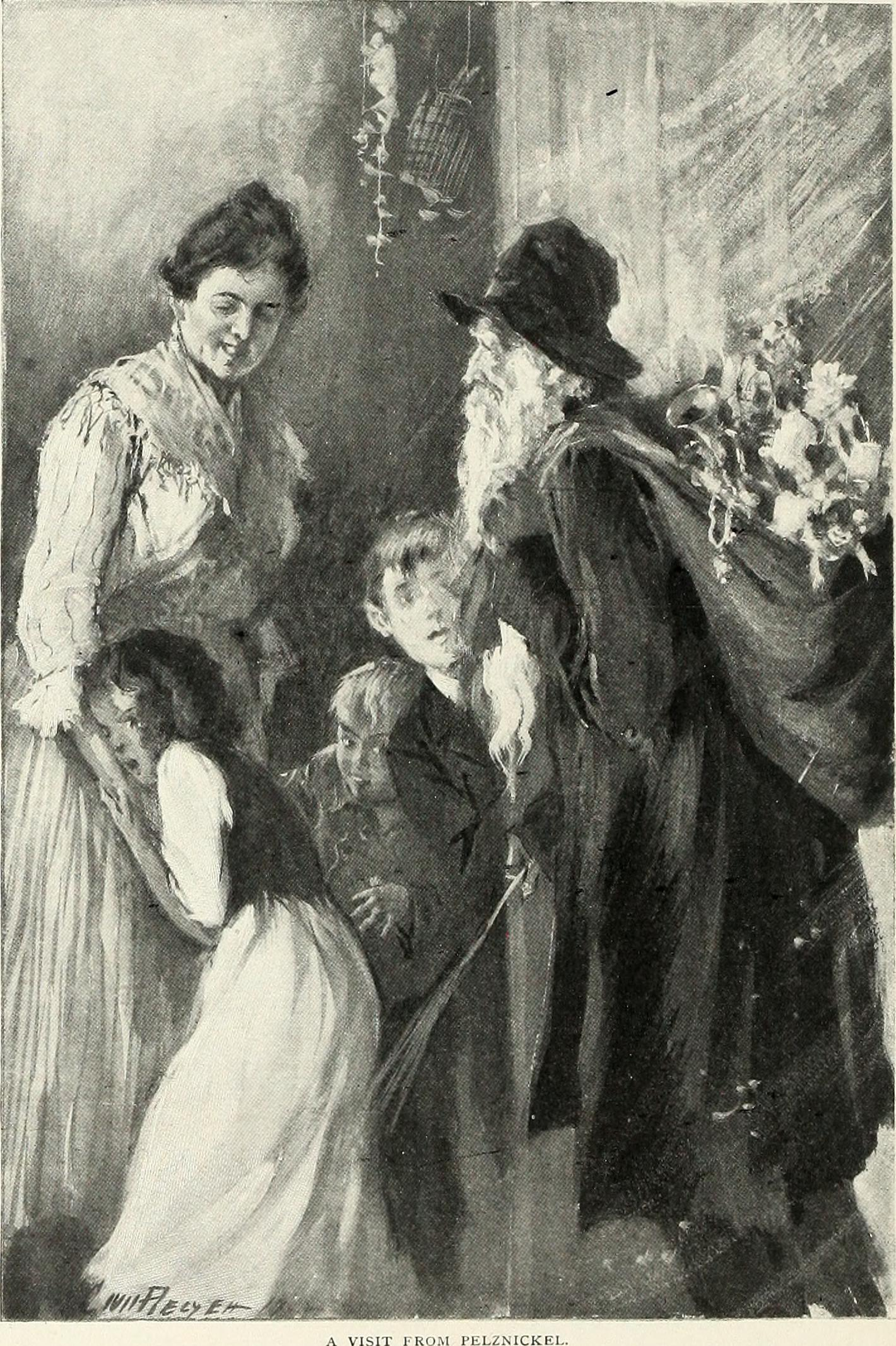
You'd better look out, or Pelznickel will catch you! Saint Nicholas, University of North Carolina at Chapel Hill, 1873
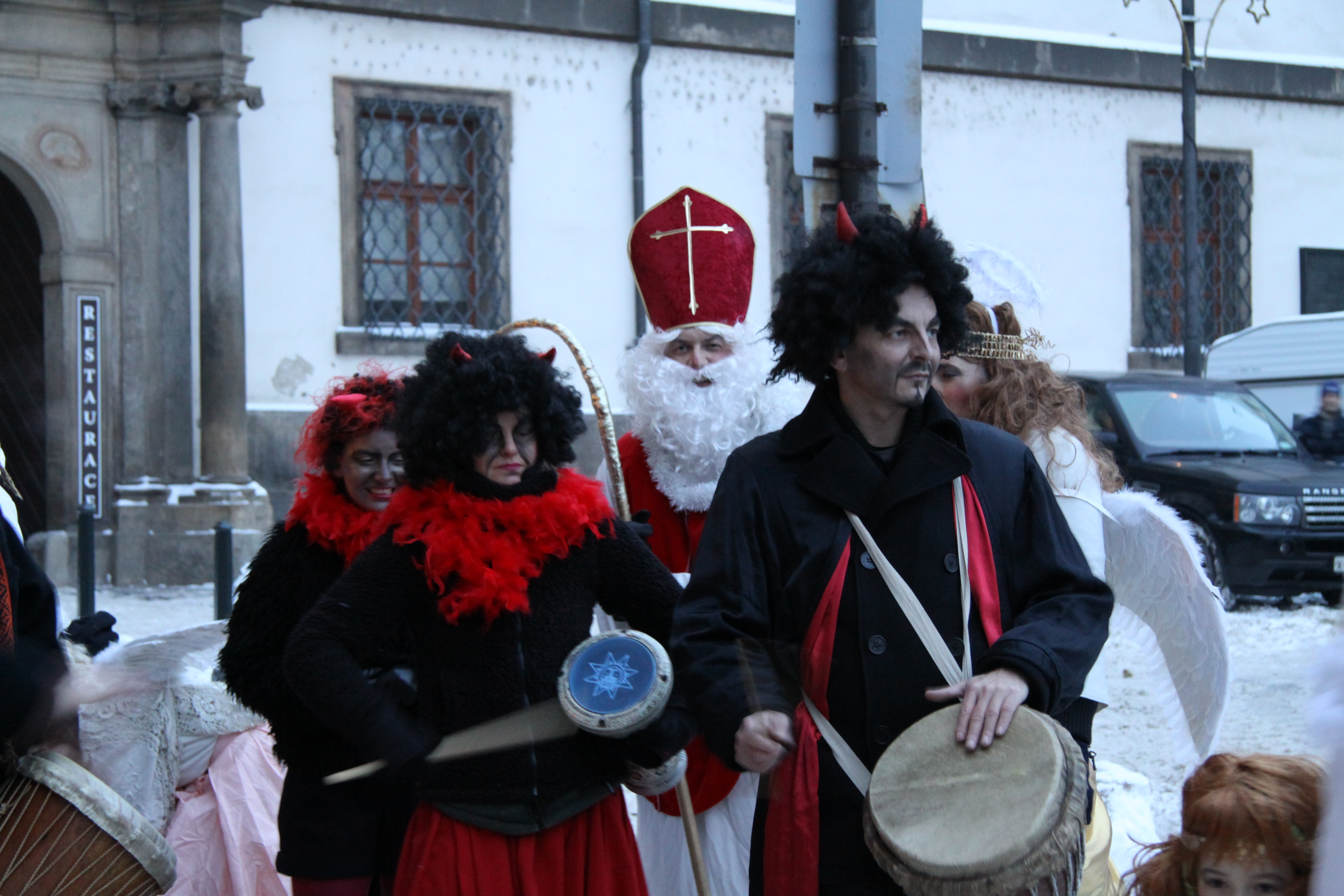
Mikulas en zijn metgezellen (engelen en duivels) in Tsjechië, 5 december 2010
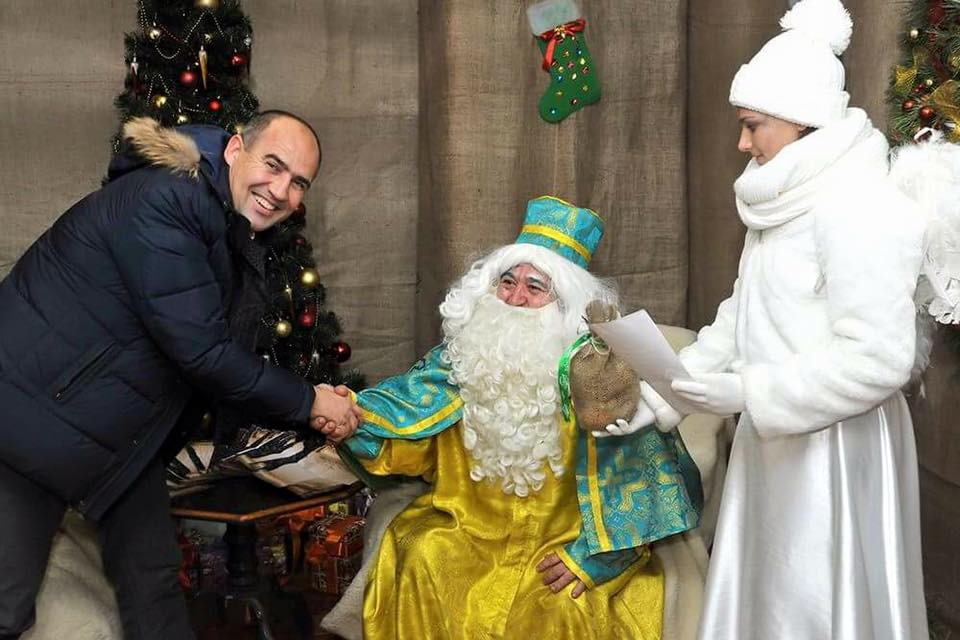
Mykolaj; Sinterklaas in Oekraïne
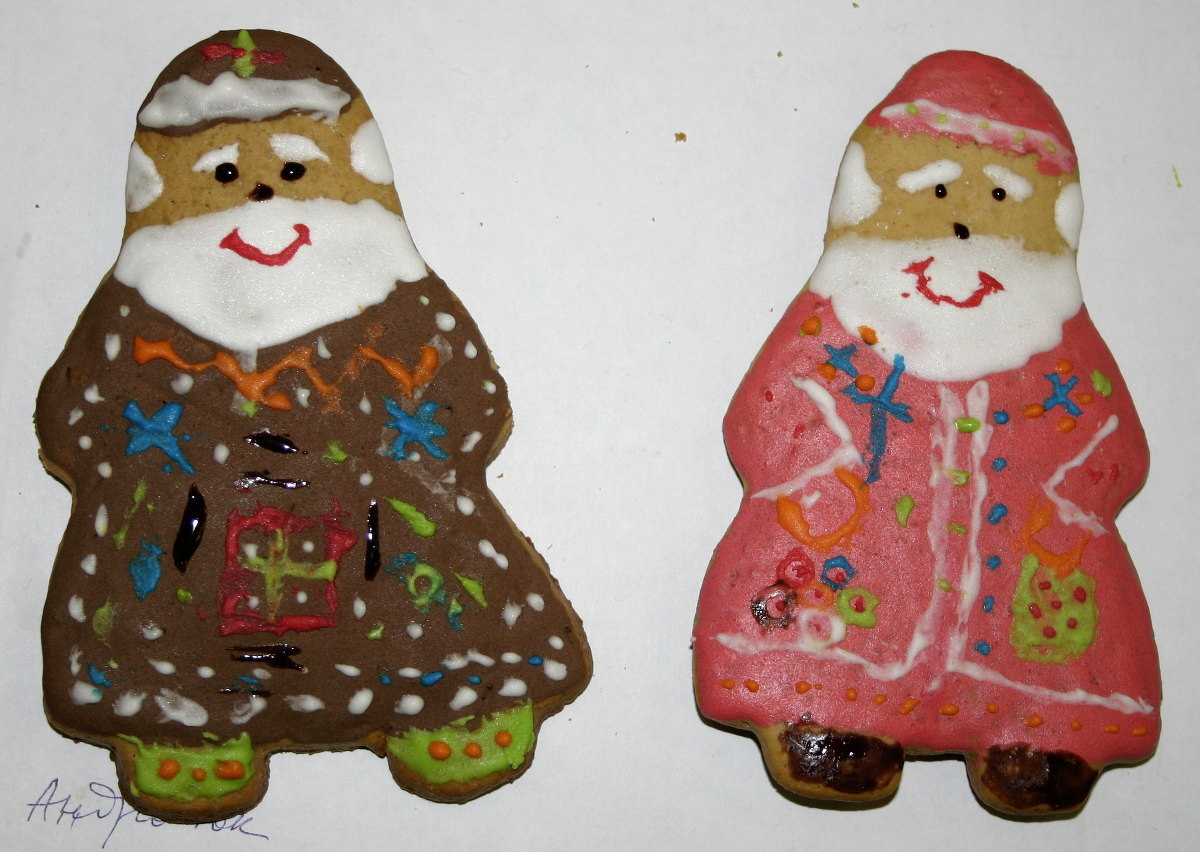
Mykolajchyky; koekjes voor Sinterklaasdag in Oekraïne

## Varia

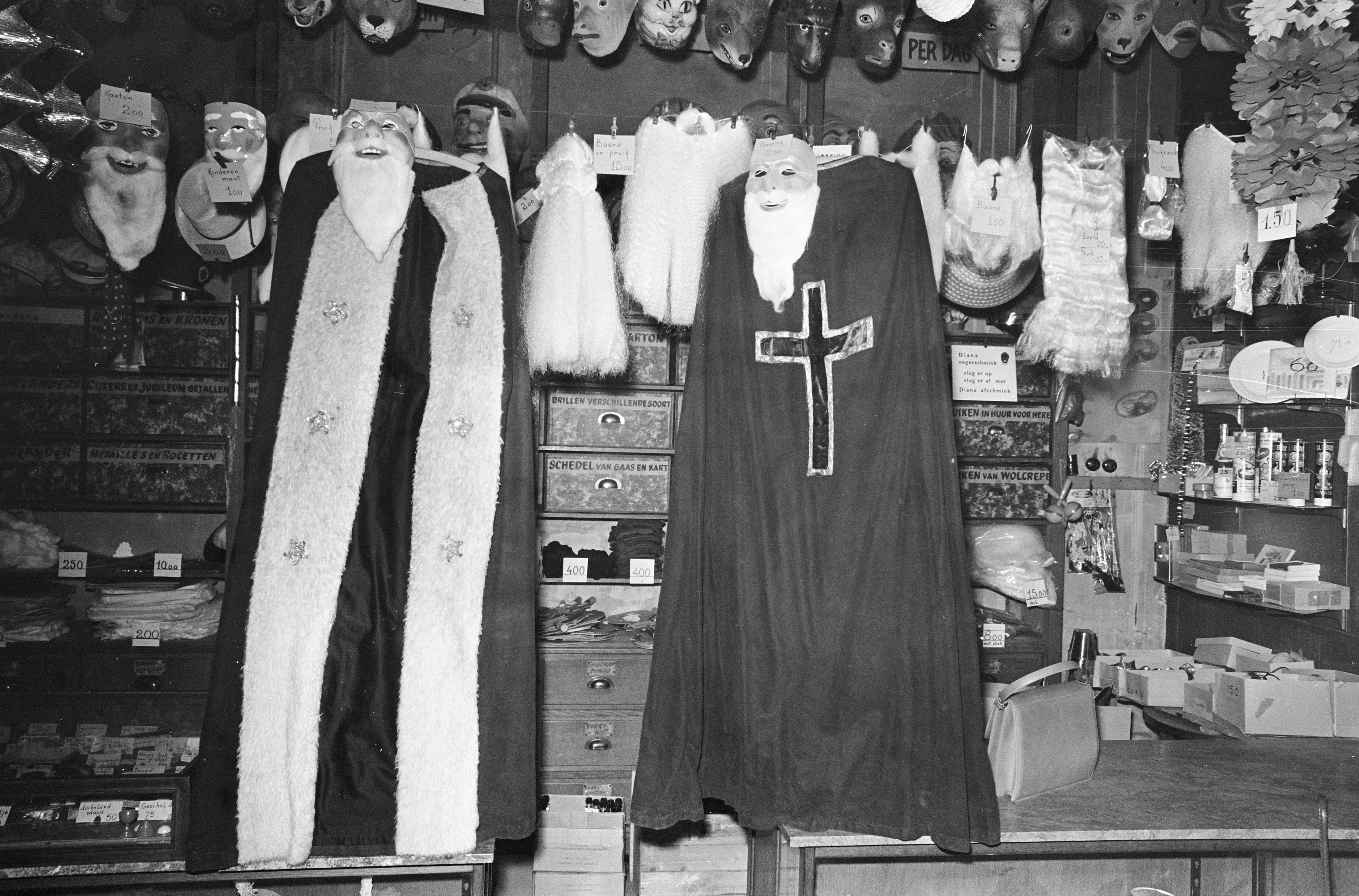
Mantel met masker en pruik en baard, 1966

- Bij wijze van grap heeft het Nederlands Normalisatie-instituut een norm gemaakt waarin op humoristische wijze is vastgelegd hoe Sinterklaas gevierd dient te worden, NEN 0512 genaamd.
- Een vroege optekening van het sinterklaasfeest in zijn huidige vorm is te lezen in Eline Vere, de debuutroman van Louis Couperus uit 1889.
- Het koekvergulden voor Sinterklaas wordt door Hildebrand omstandig omschreven in zijn werk Camera Obscura (de familie Kegge) uit 1839.
- Dick Maas bracht in 2010 de horrorfilm Sint uit, waarin hij voor het sinterklaasfeest een geheel nieuwe herkomst verzint.
- Een initiatief om speelgoed te ruilen is Recycle Sint (tegenwoordig 'Swap Sint'), waarbij ruilmarkten worden opgezet.
- Voor een oud-Germaanse oorsprong bestaan geen aanwijsbare bronnen.
- In Spanje wordt Driekoningen gevierd op een manier vergelijkbaar met de Sinterklaasviering. De Drie Wijzen en hun gevolg worden feestelijk ontvangen tijdens de Driekoningenoptocht en ze nemen cadeautjes mee voor de kinderen. Bij volwassenen wordt dit vaak gecombineerd met een klein grapje in de vorm van een cadeautje.[12]
- In Iran bestaat een eeuwenoude traditie waarbij de overgang van het oude naar het nieuwe jaar gevierd wordt met een oude grijsaard die het oude jaar verbeeldt en een jonge donker geschminkte rebel, Hajji Firuz, die voor het nieuwe jaar staat. Deze feestdag als traditie is in 2010 door de VN beschermd.[13]